# Biserica evanghelică din Dipșa

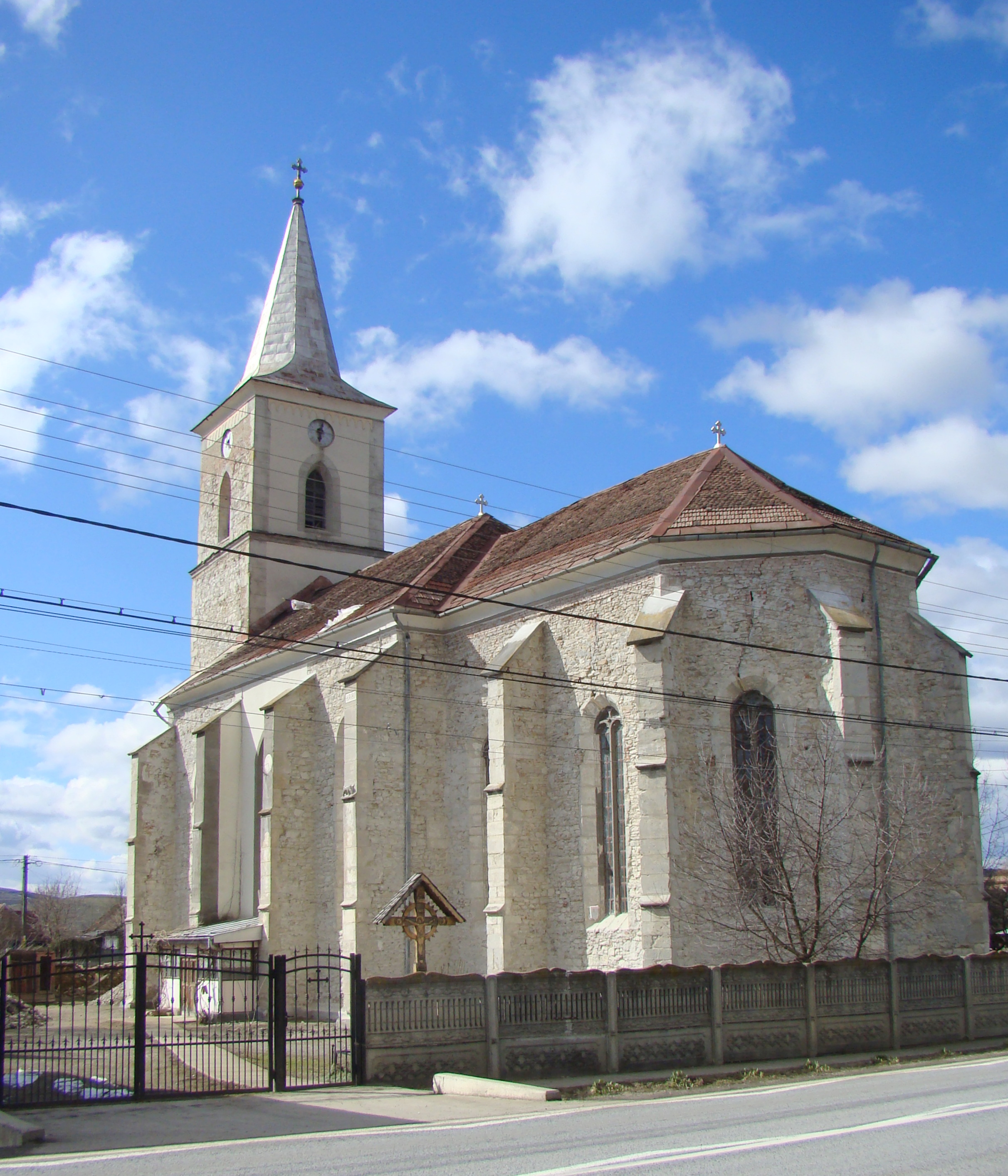
Biserica evanghelică din Dipșa, comuna Galații Bistriței, județul Bistrița-Năsăud, foto: martie 2018.

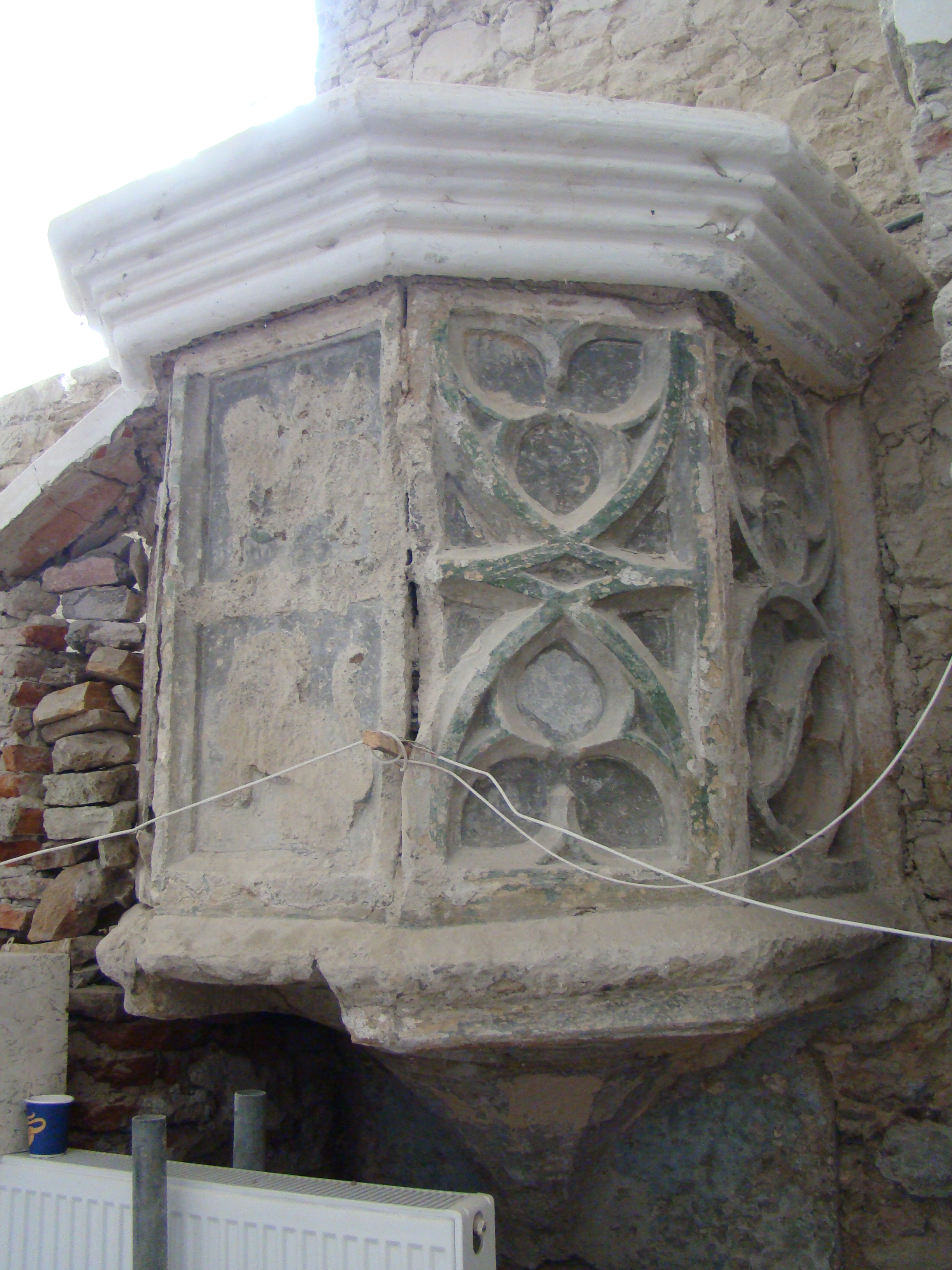
Amvonul

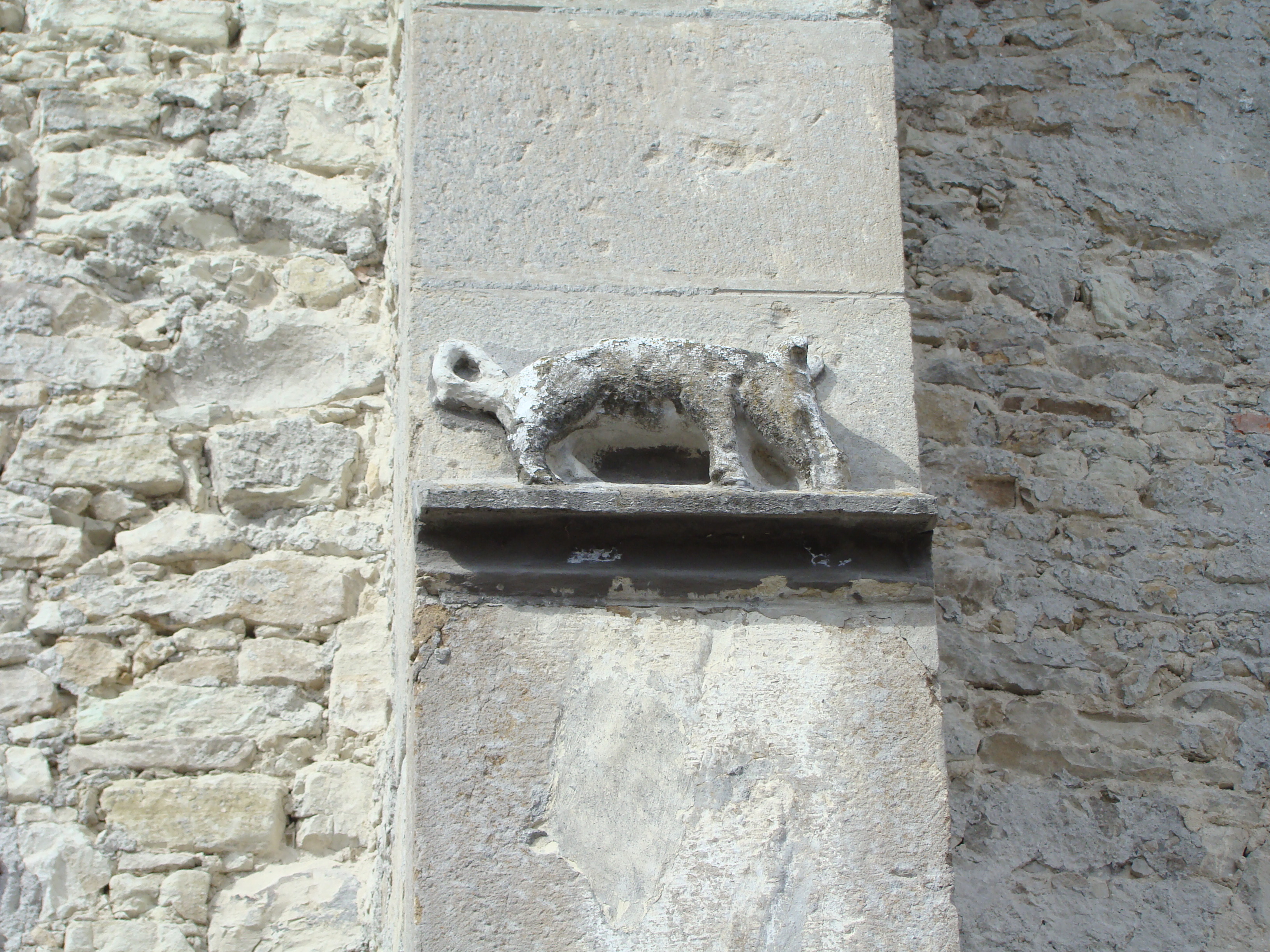
Basorelieful datorită căruia mai este cunoscută şi sub numele de „biserica scroafei”

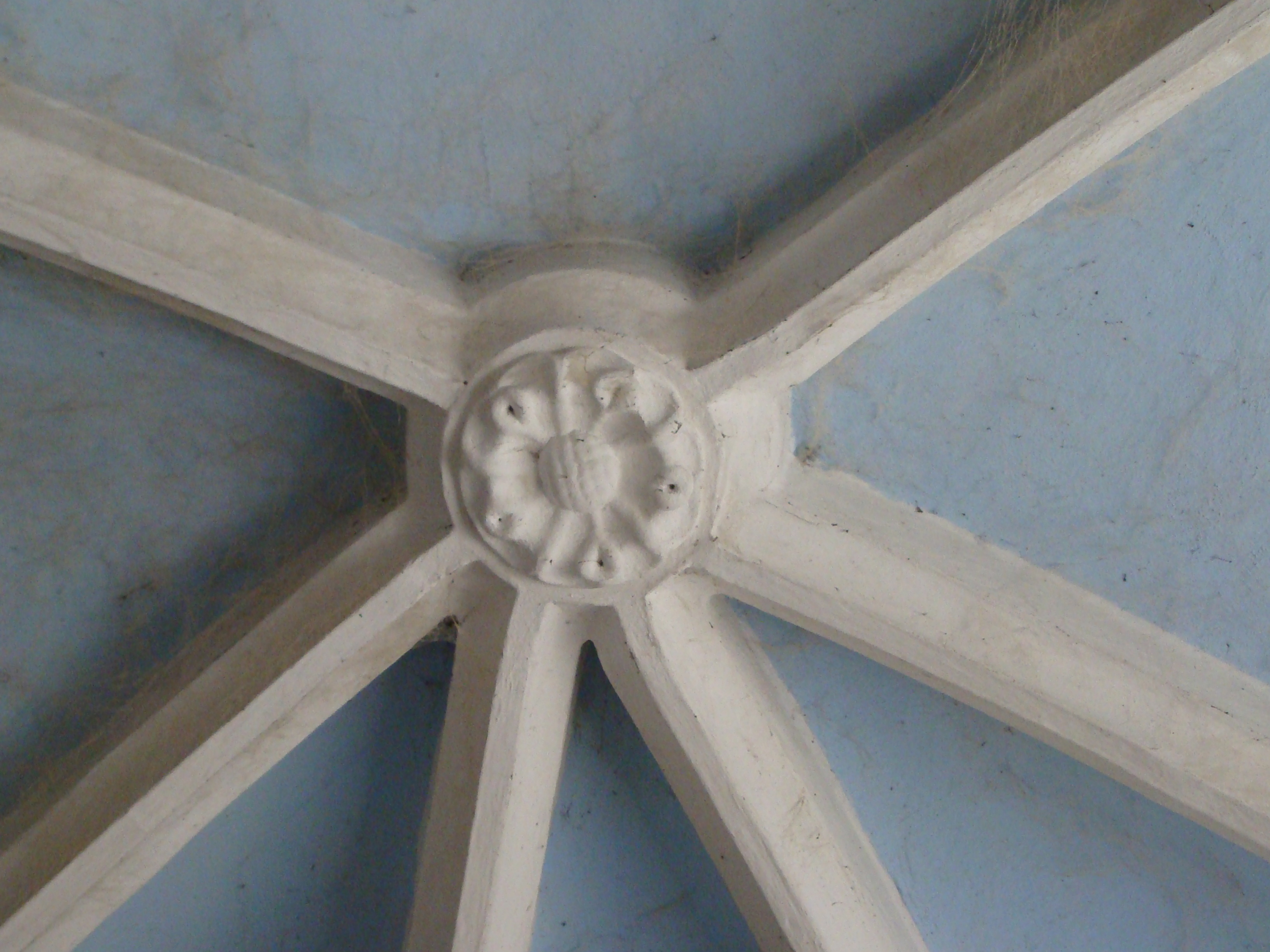
Cheie de boltă

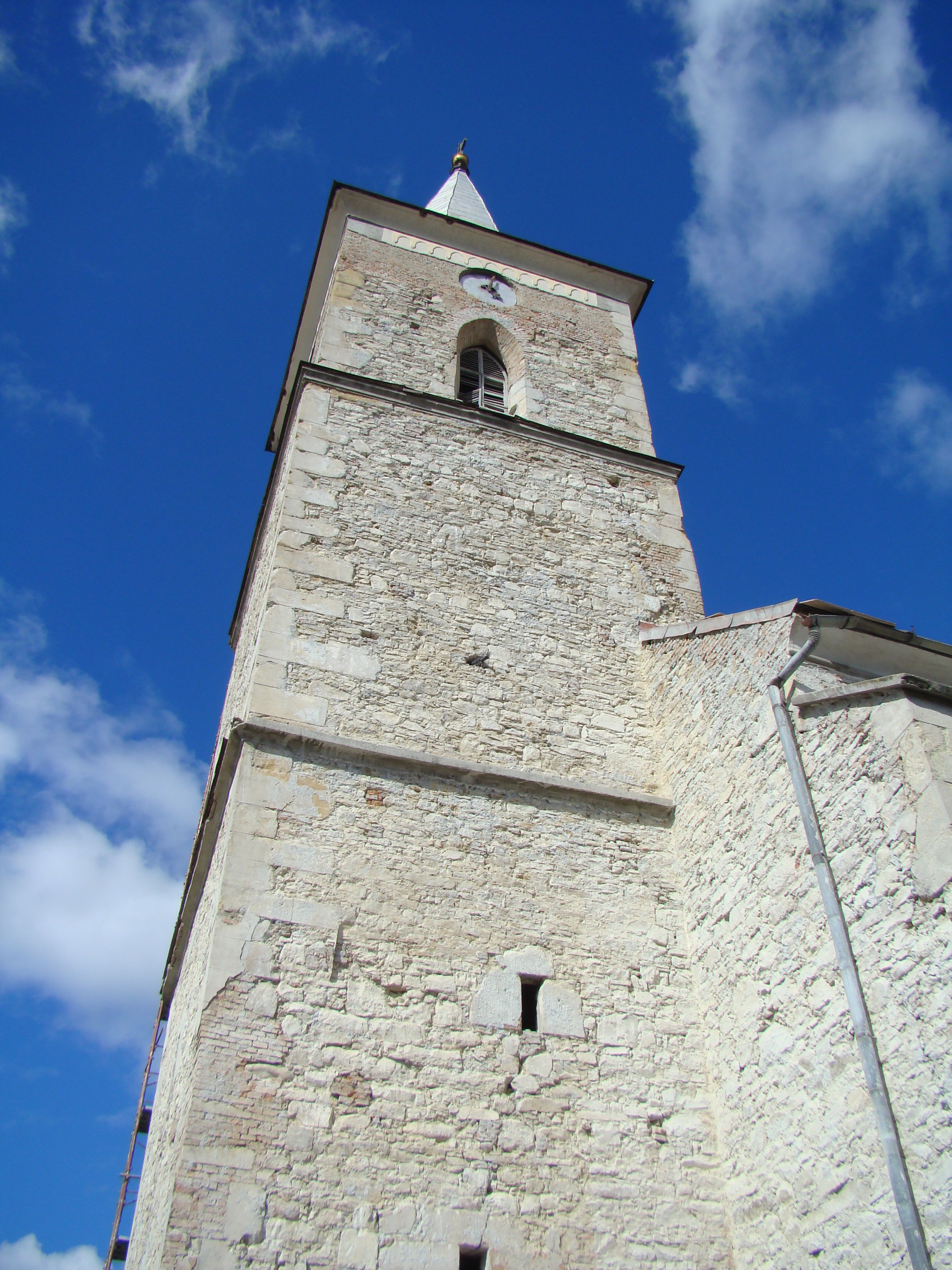
Turnul-clopotniță

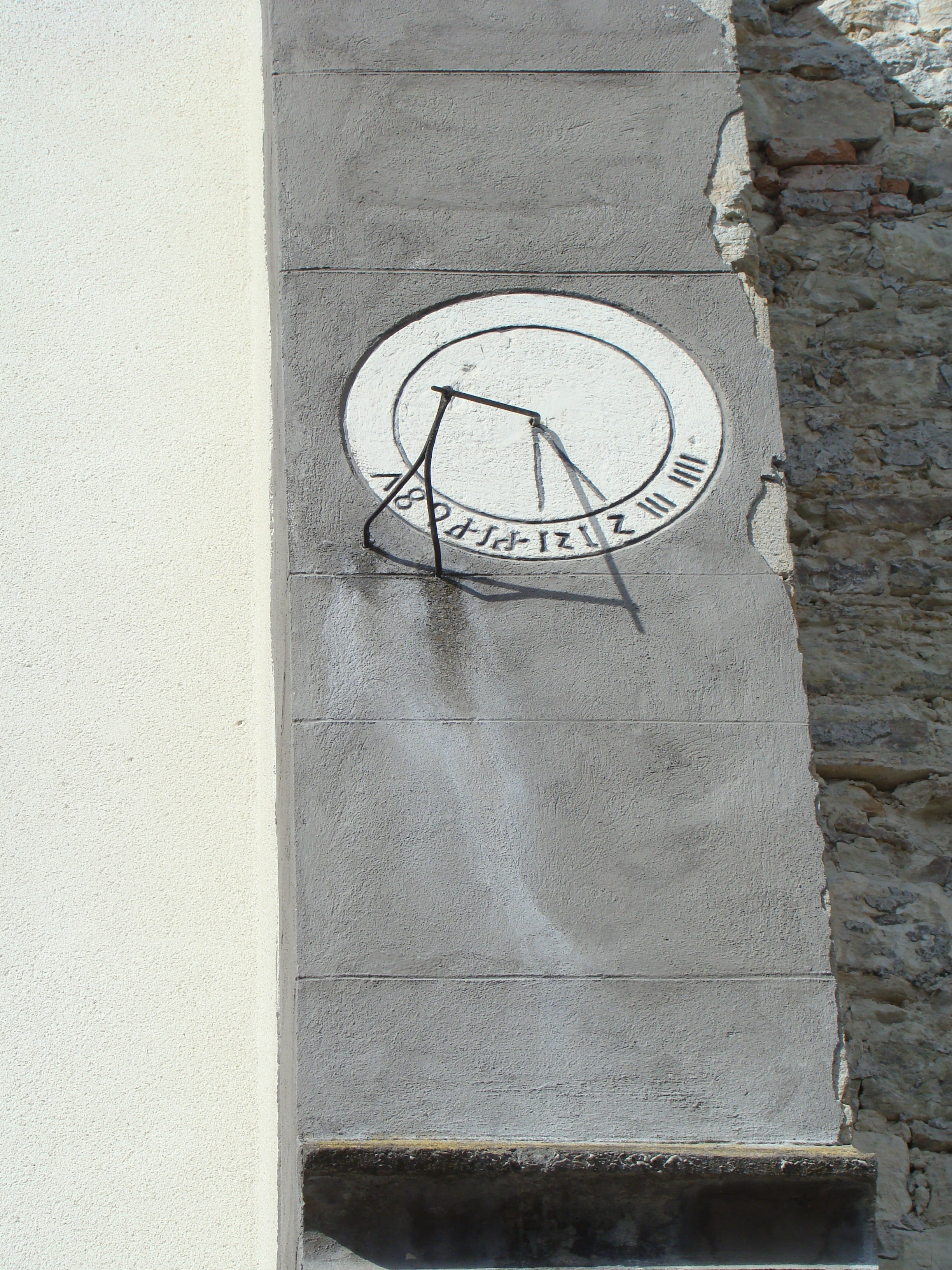
Ceasul solar

Biserica evanghelică din Dipșa, comuna Galații Bistriței, județul Bistrița-Năsăud, a fost ridicată în secolul al XV-lea. Figurează pe lista monumentelor istorice 2015, cod LMI BN-II-m-B-01645. 

## Localitatea
Dipșa, mai demult Dipșe (în dialectul săsesc Dirbach, Dirbâχ, în germană Dürrbach, în maghiară Dipse) este un sat în comuna Galații Bistriței din județul Bistrița-Năsăud, Transilvania, România. Se află la 22 km de Bistrița, pe DN15A. Prima atestare documentară a localității Dipșa datează din anul 1332.

## Biserica
Biserica evanghelică de la Dipșa a fost ridicată la sfârșitul secolului al XV-lea, între anii 1482-1500. Inițial catolică, odată cu trecerea la luteranism a populației de origine germană, biserica a devenit evanghelică.
Este o biserică-sală, cu structură masivă în stil gotic târziu, sprijinită de contraforturi puternice. Turnul clopotniței atinge înălțimea de 45 de metri, fiind construit pe 5 niveluri și terminat printr-un coif piramidal. 
Pe unul dintre frontispicii există un basorelief al scroafei care, potrivit legendei, a găsit comoara folosită la ridicarea  lăcașului de cult, supranumit și „biserica scroafei”. 
După exodul sașilor transilvăneni, biserica a fost cumpărată de comunitatea ortodoxă, modificată la interior conform cerințelor cultului ortodox și a primit hramul „Sfântul Mare Mucenic Dimitrie, izvorâtorul de mir”.
Parohia Ortodoxă Dipșa este prima din județul Bistrița-Năsăud care a obținut o sumă nerambursabilă de 460000 euro din partea Comunității Europene pentru restaurarea și promovarea identității culturale a bisericii din localitate. În primăvara anului 2018 lucrările erau în plină desfășurare, fiind executate de o firmă din Satu Mare.

## Imagini din exterior

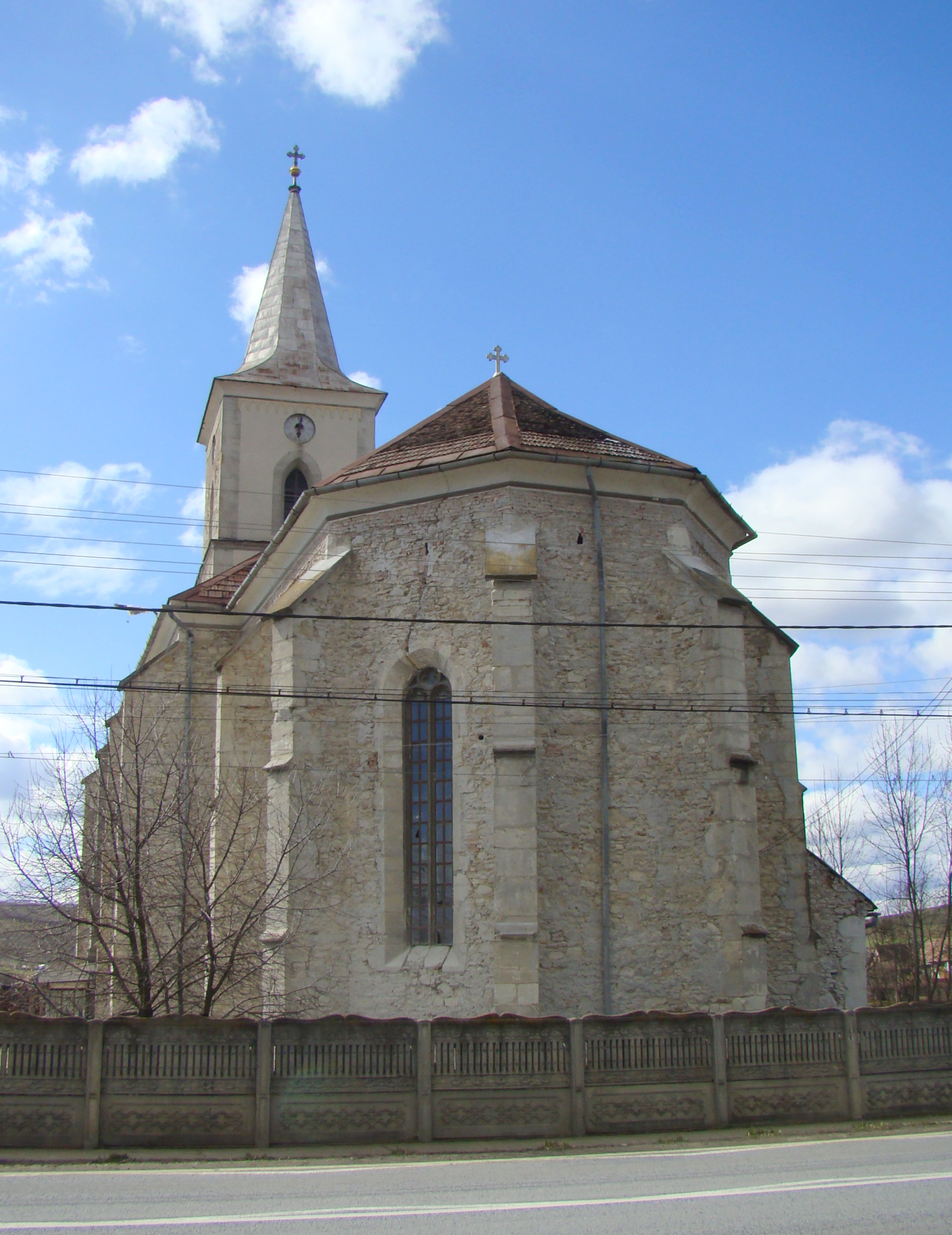
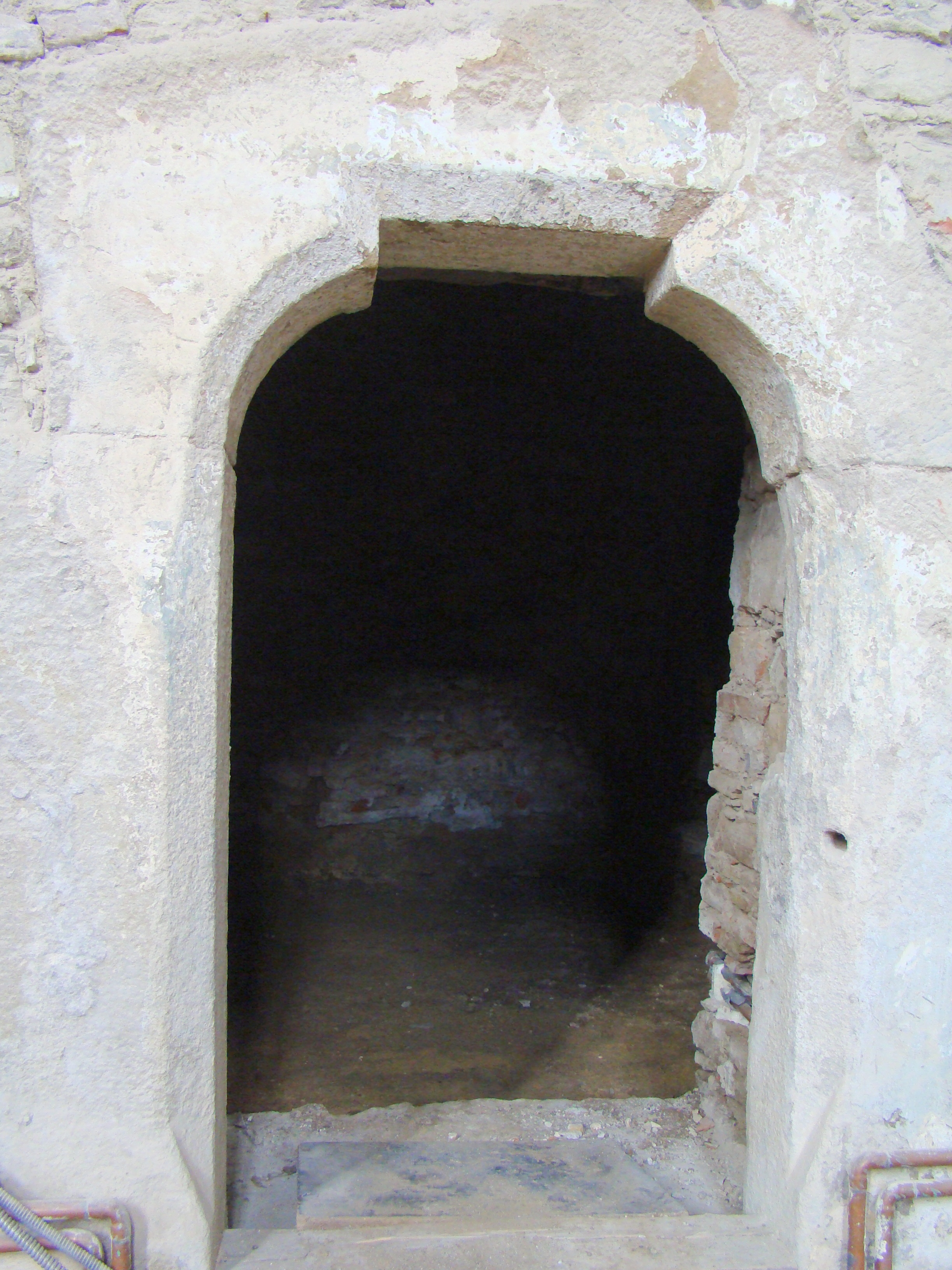
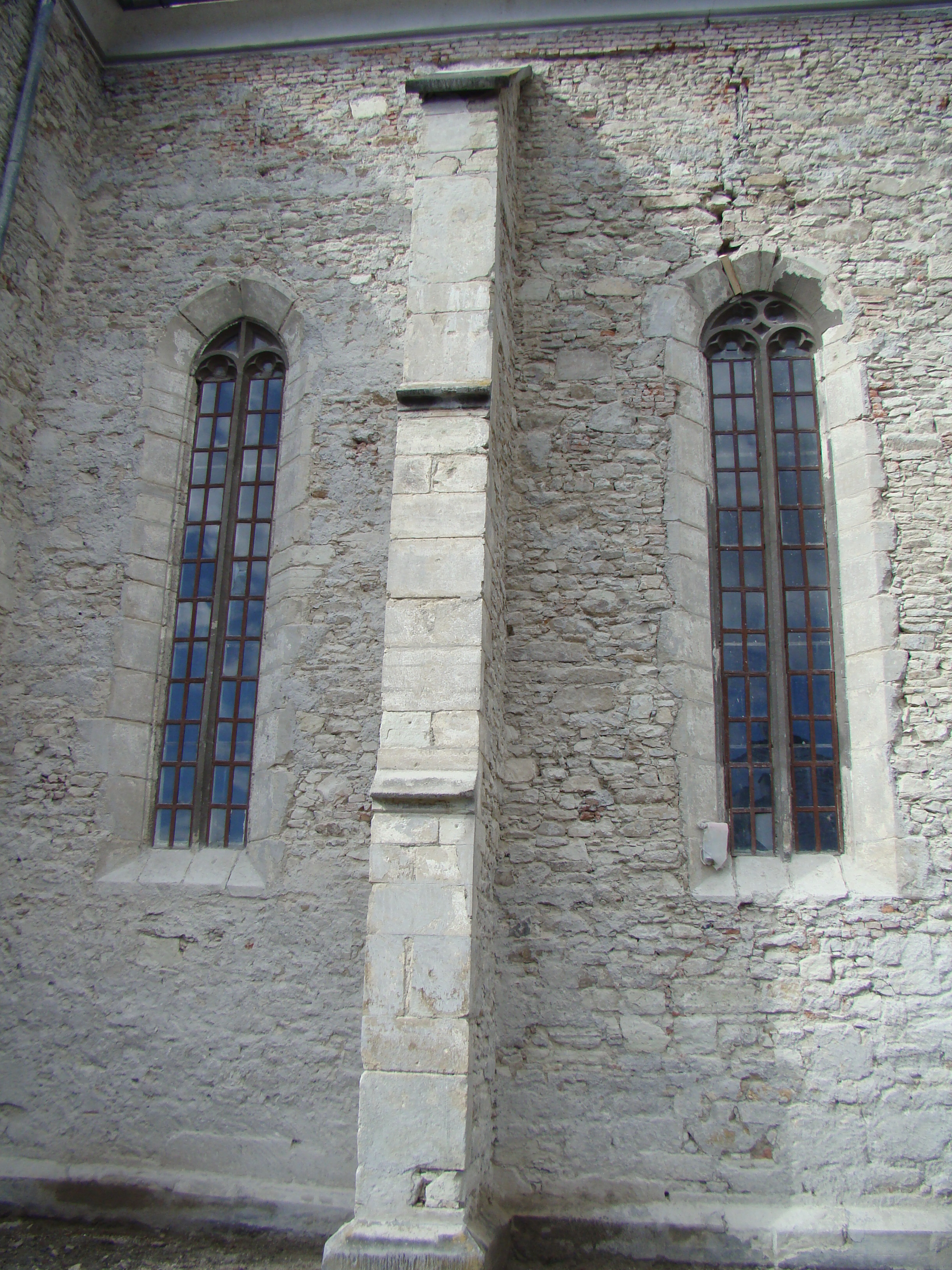
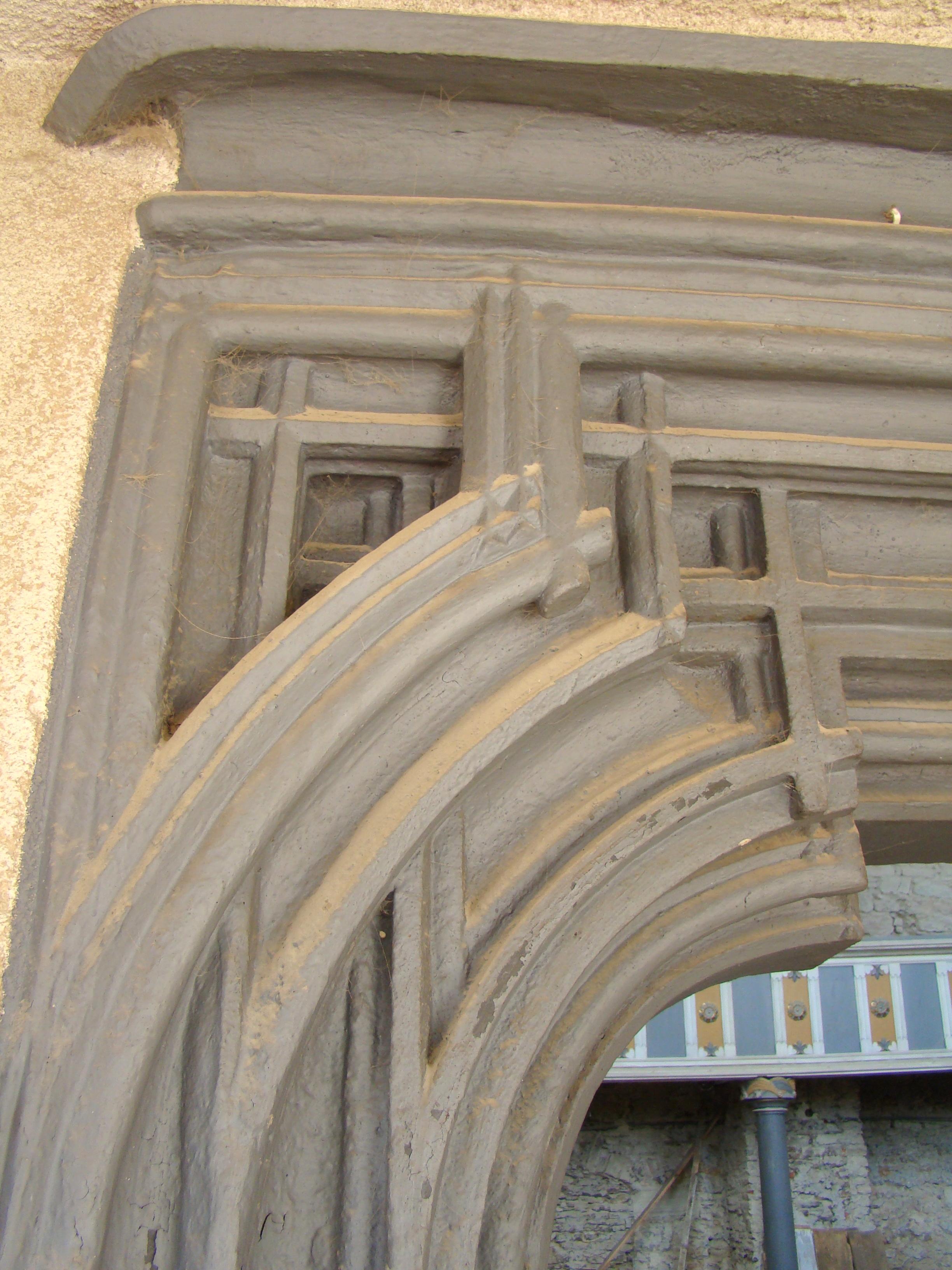
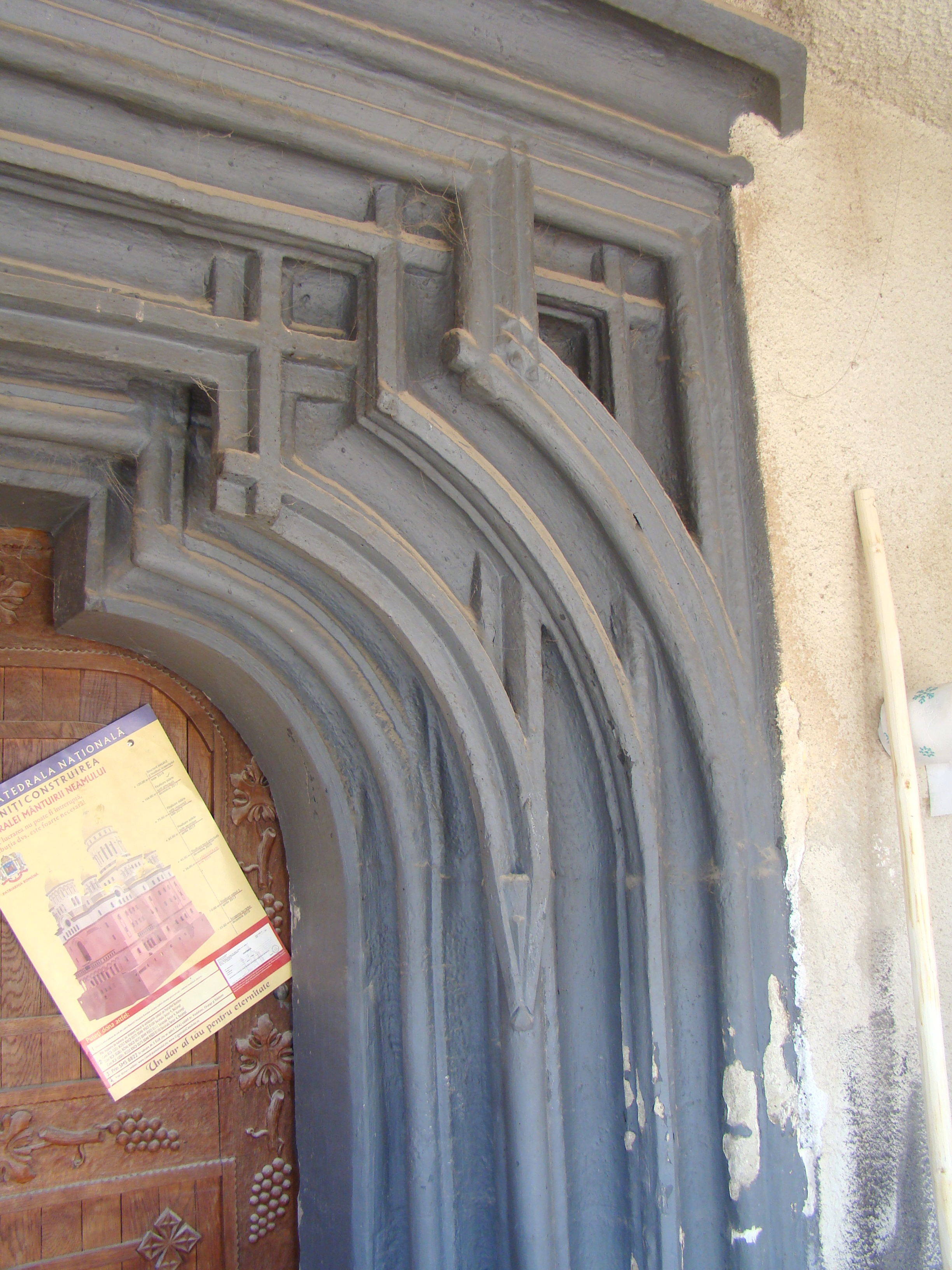
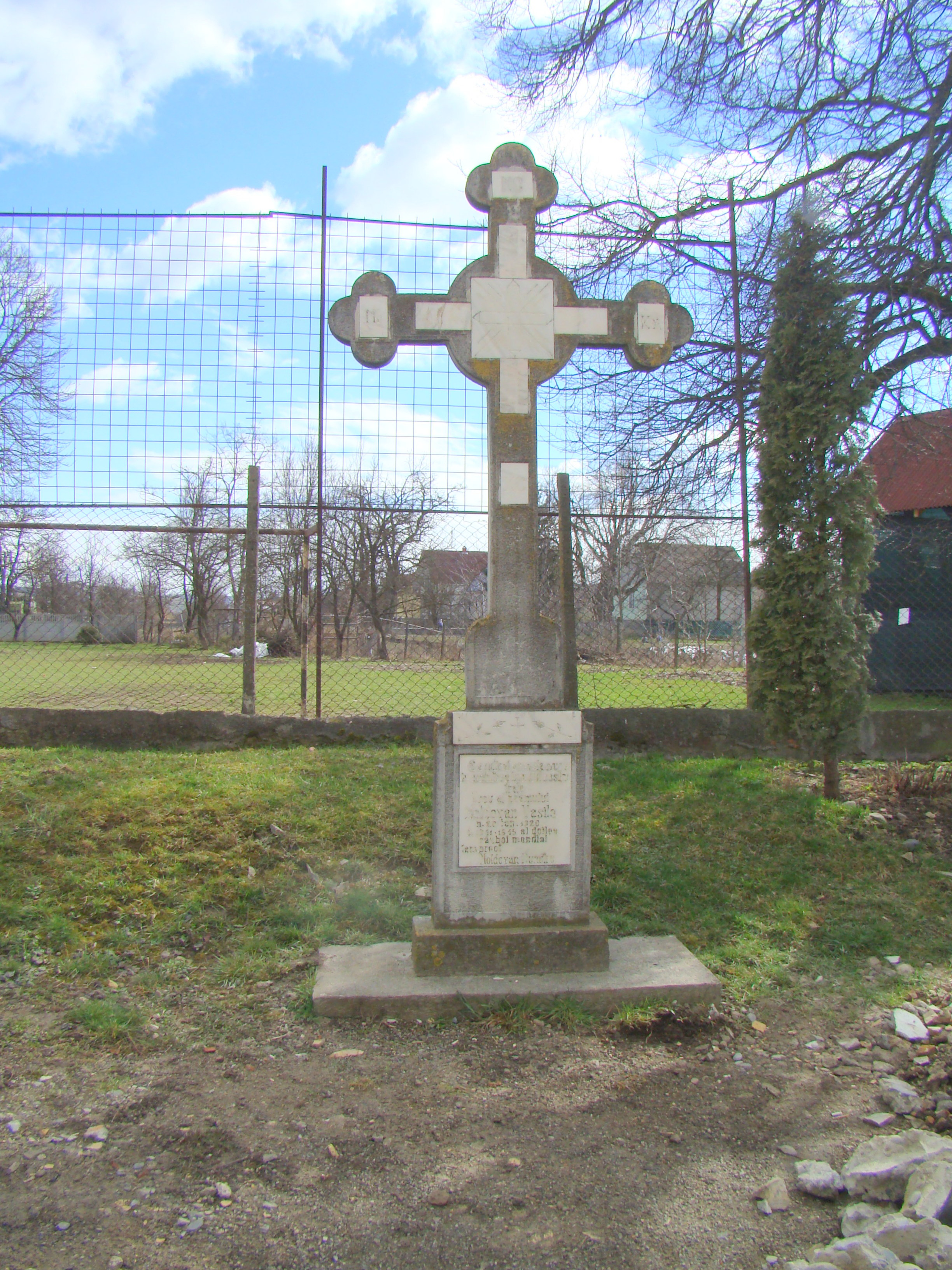
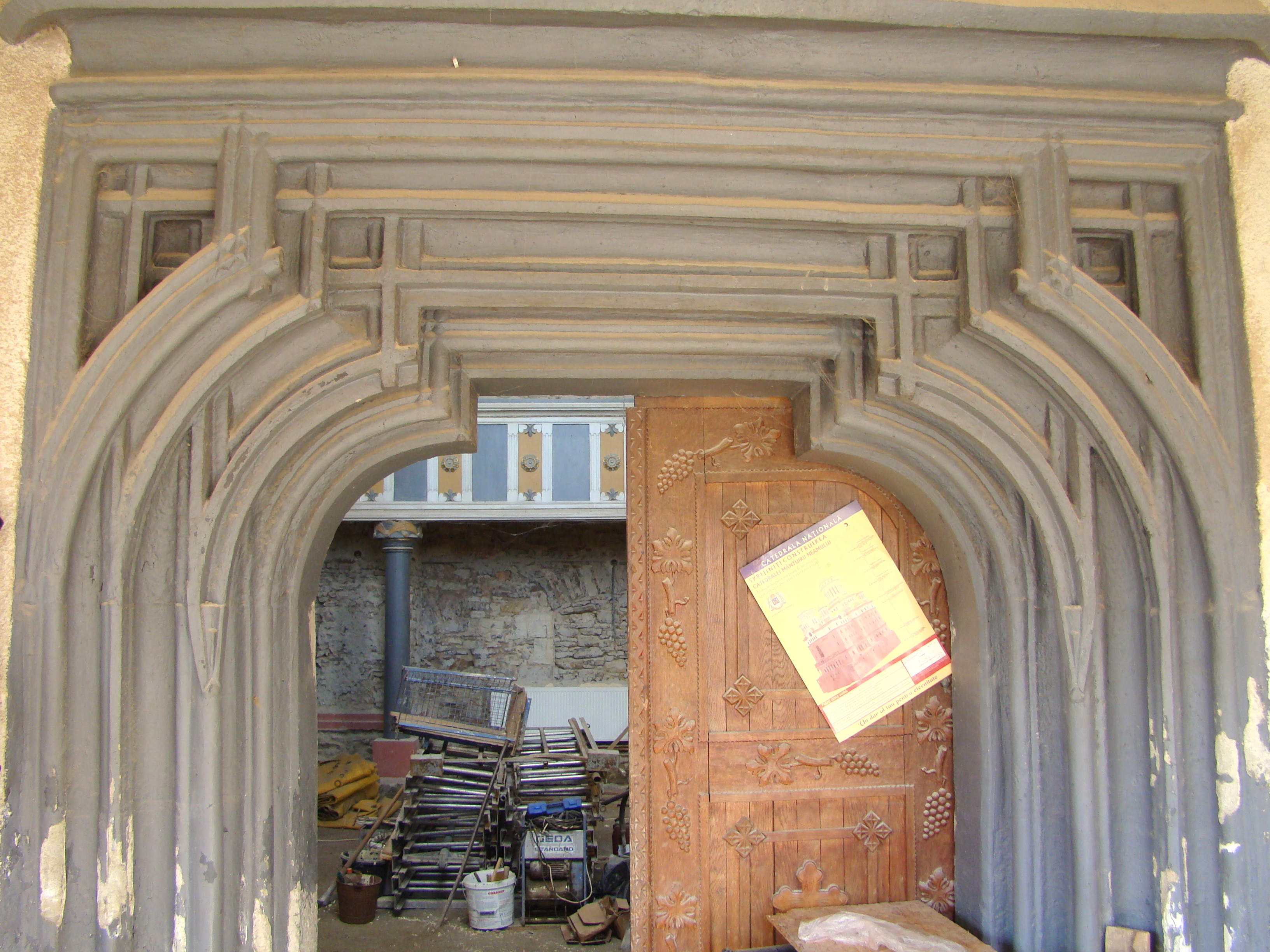
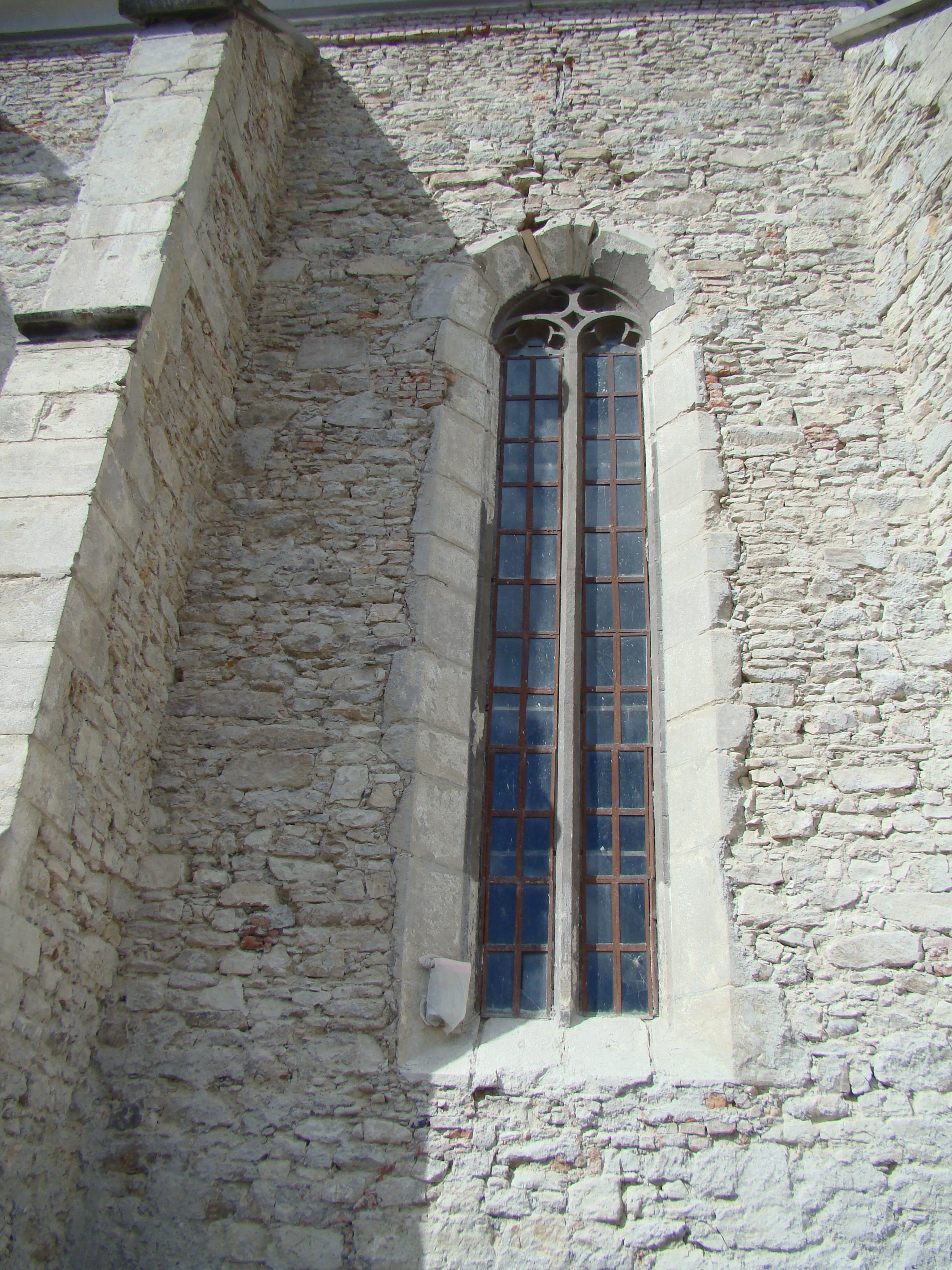
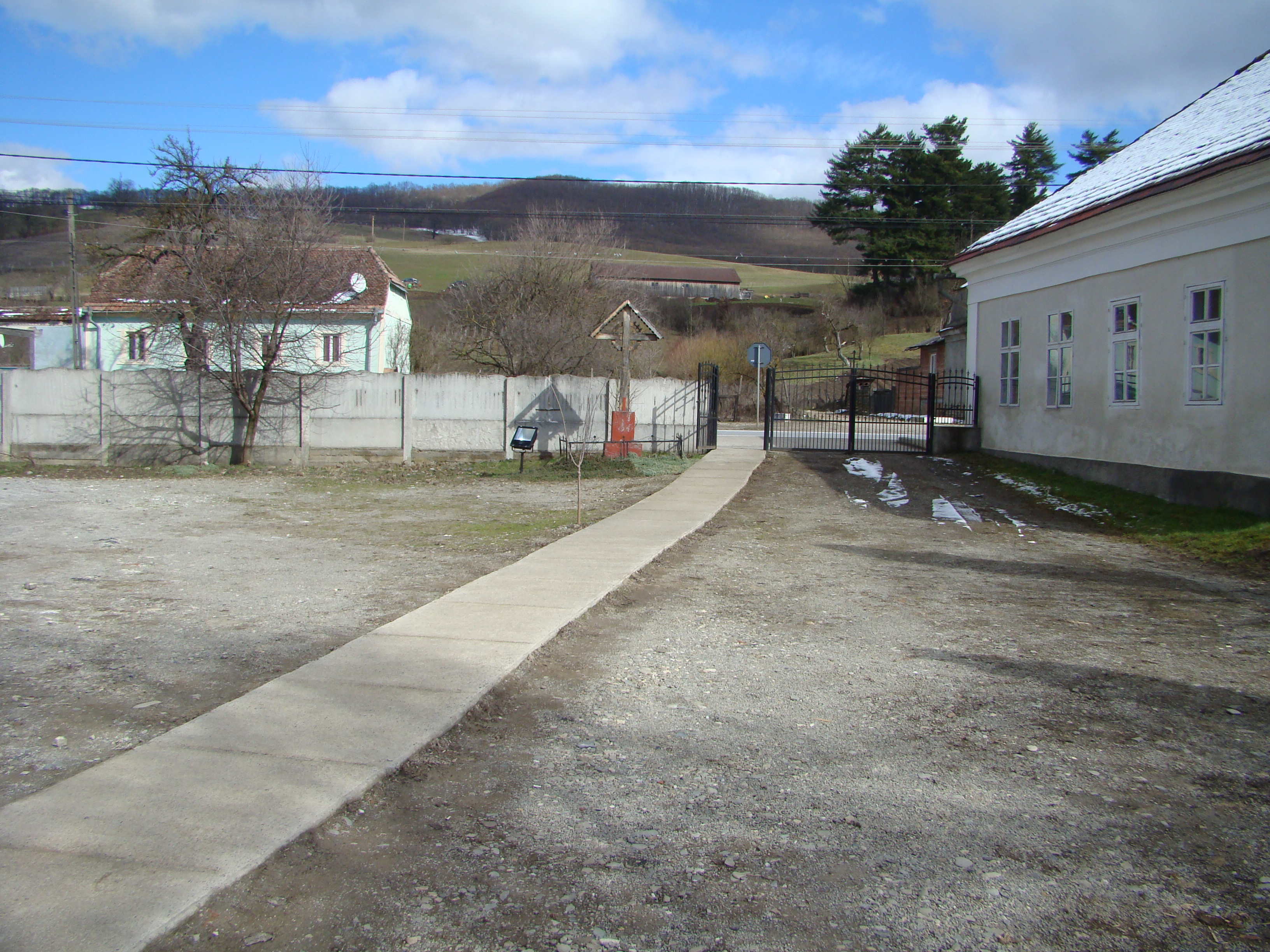
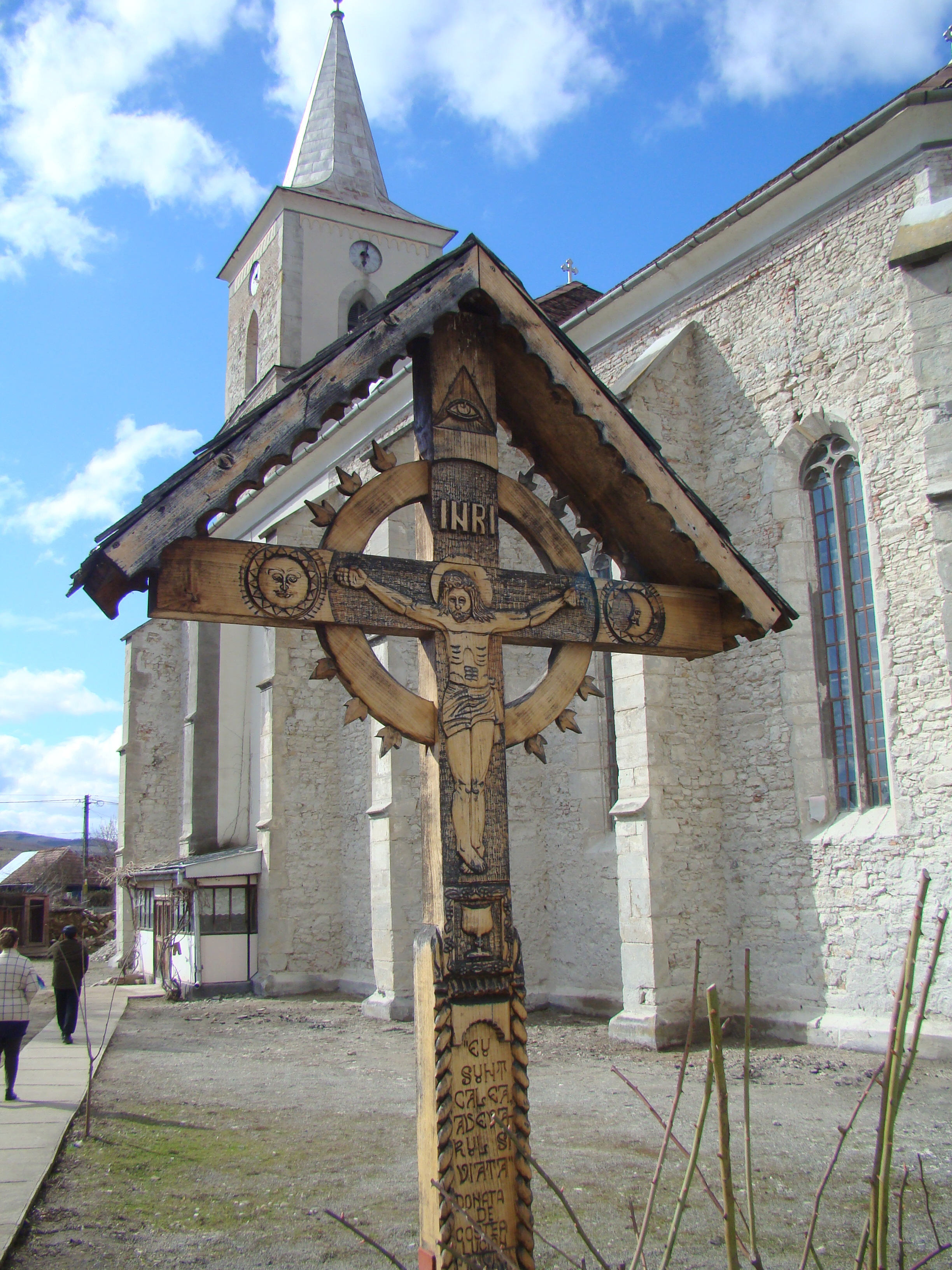

## Imagini din interior

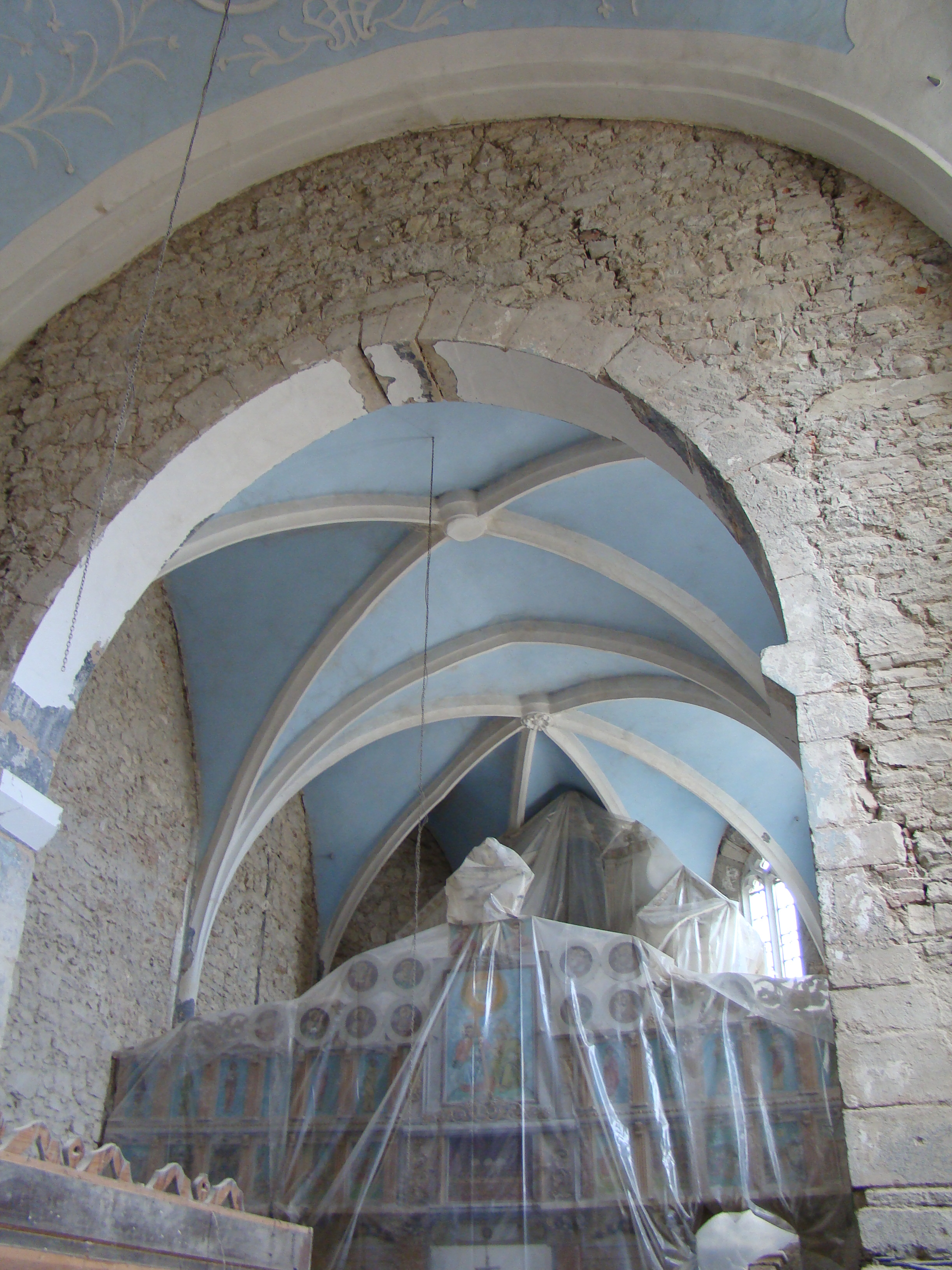
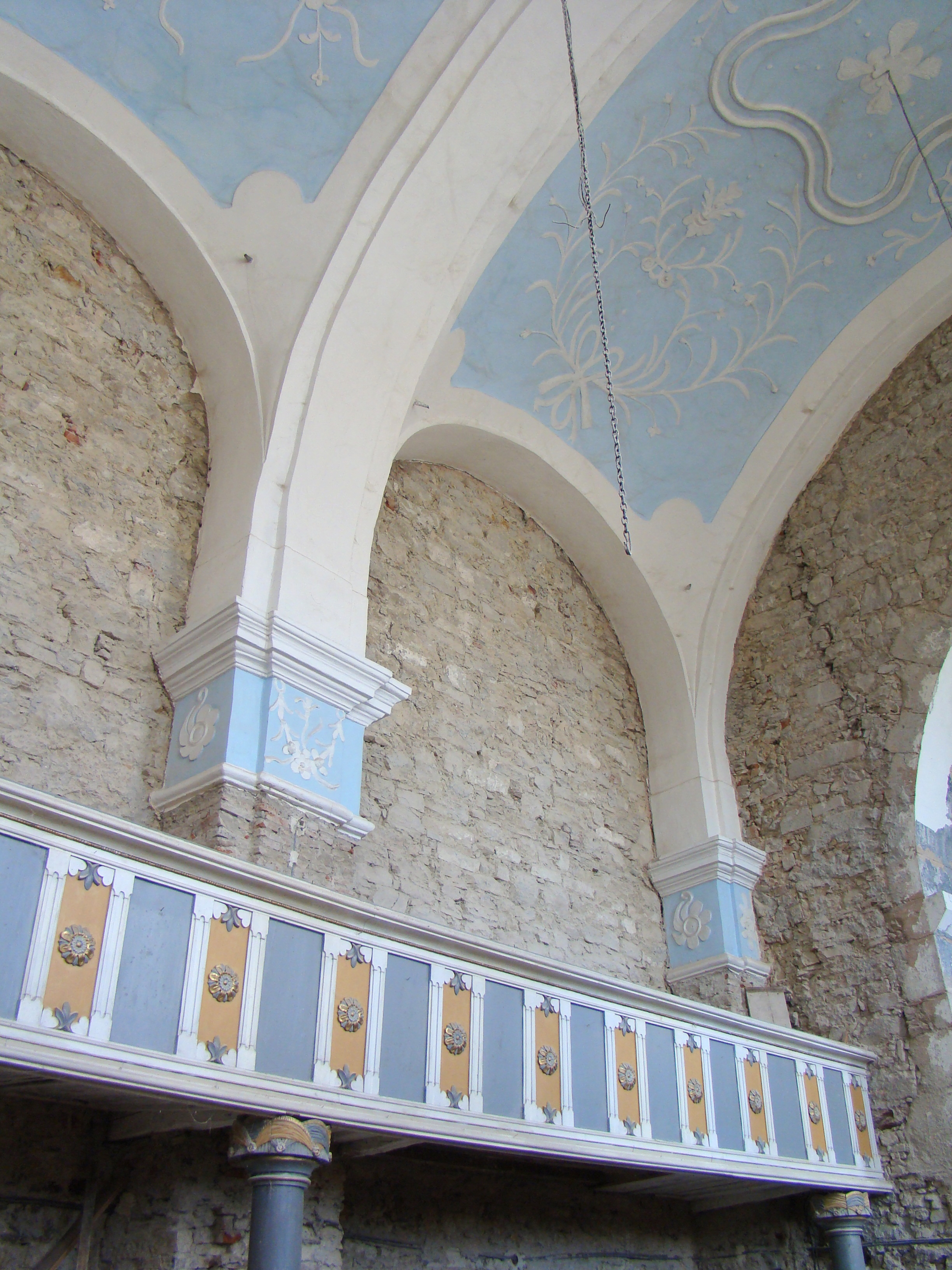
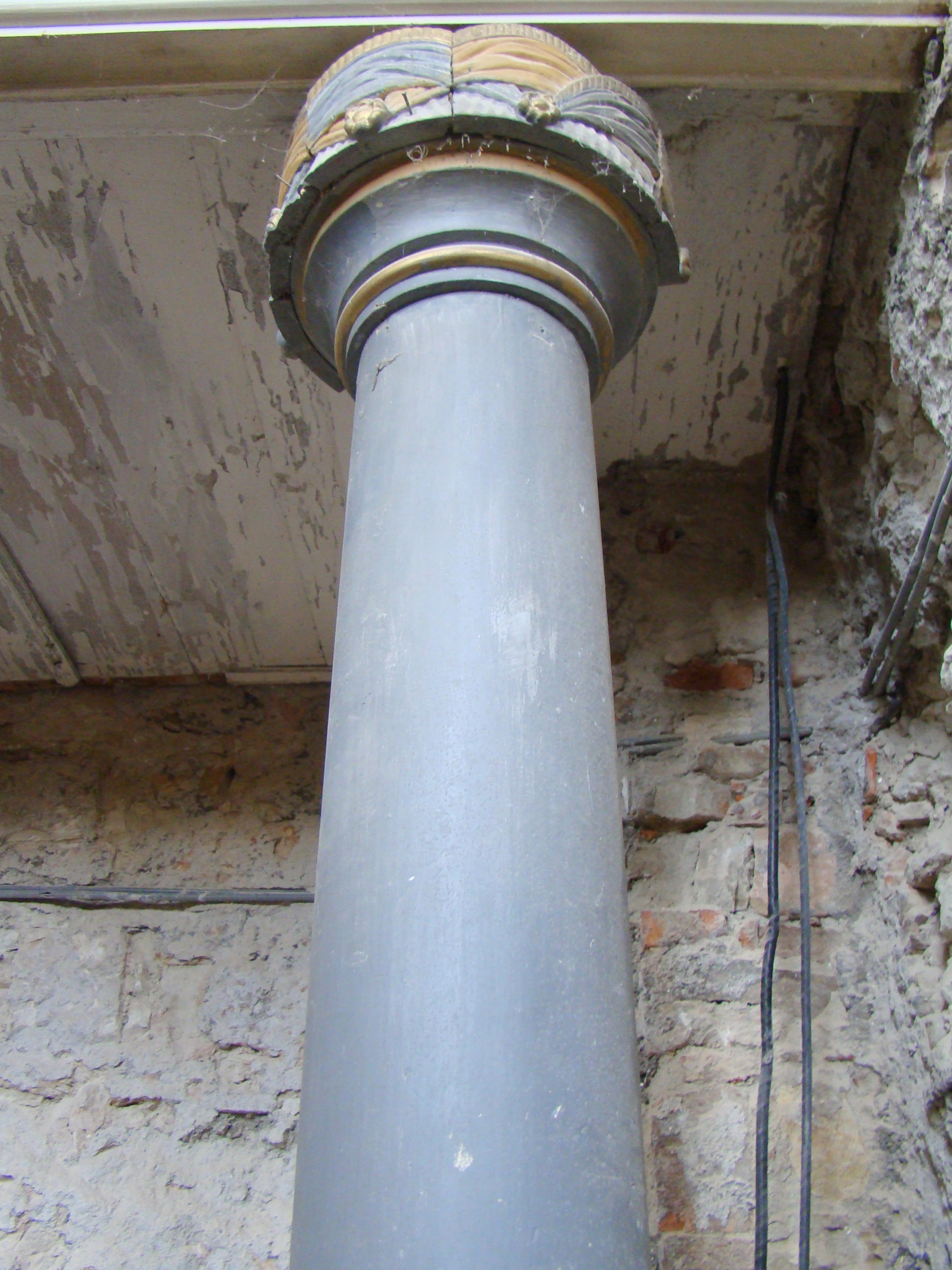
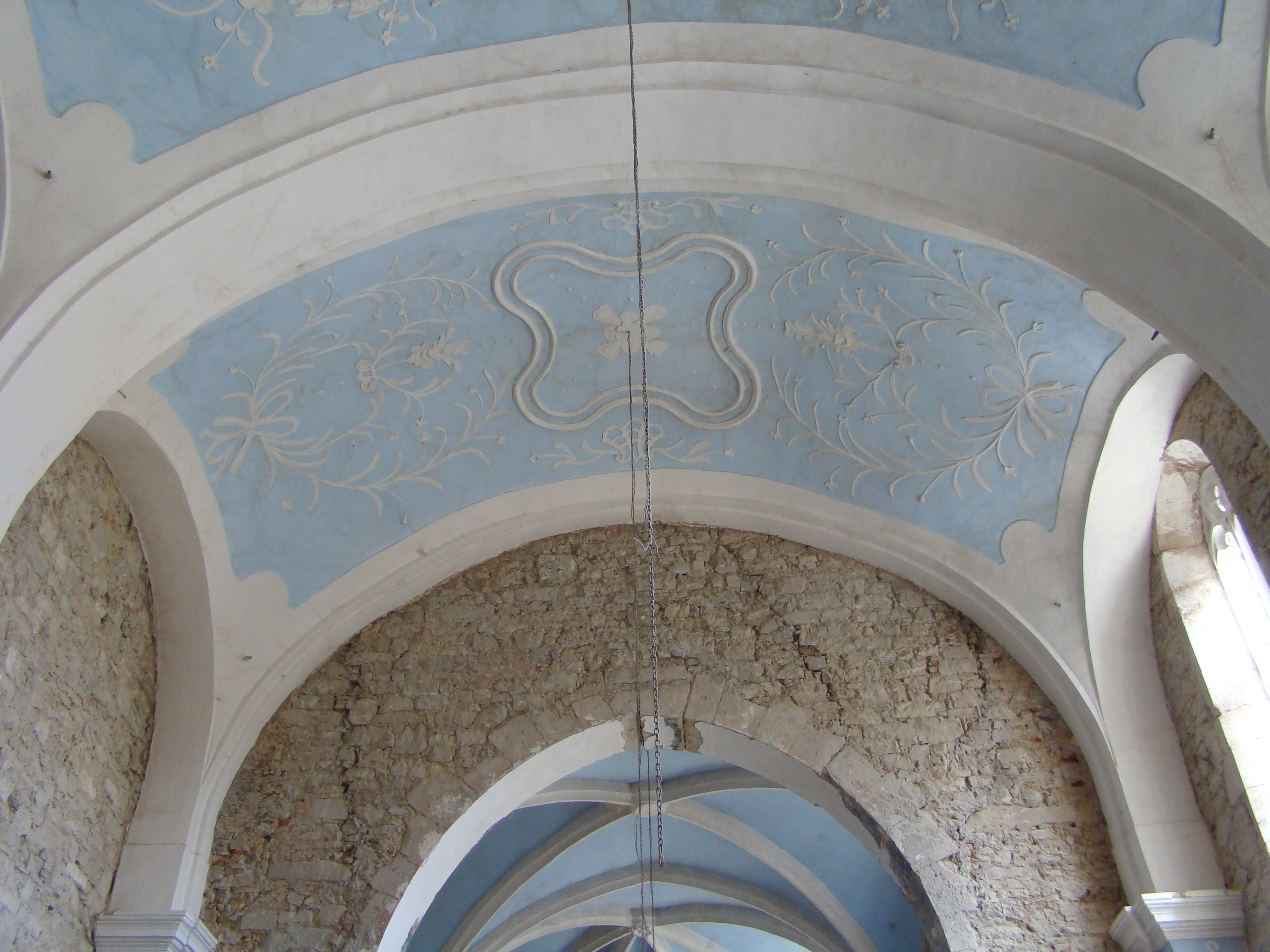
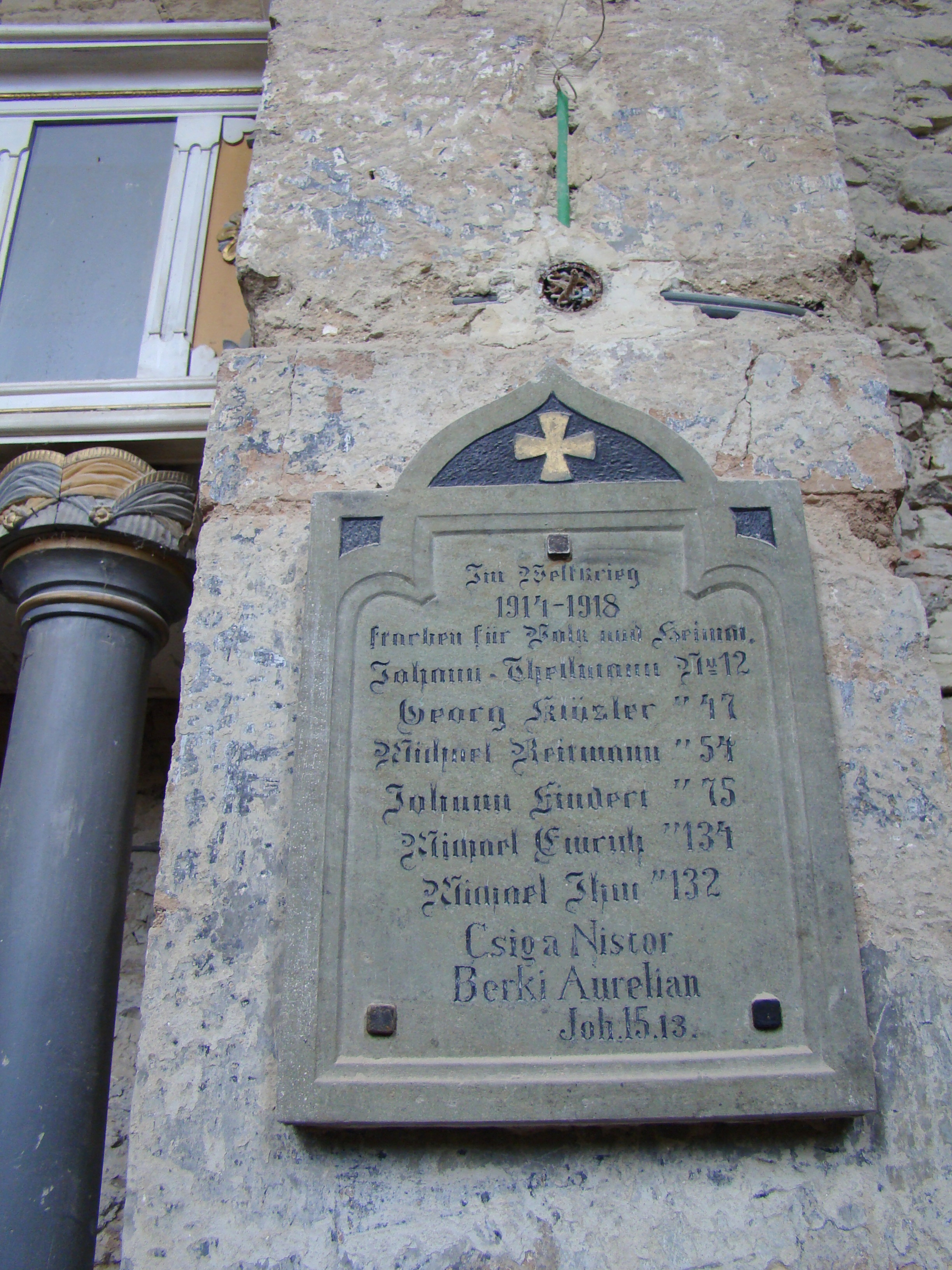
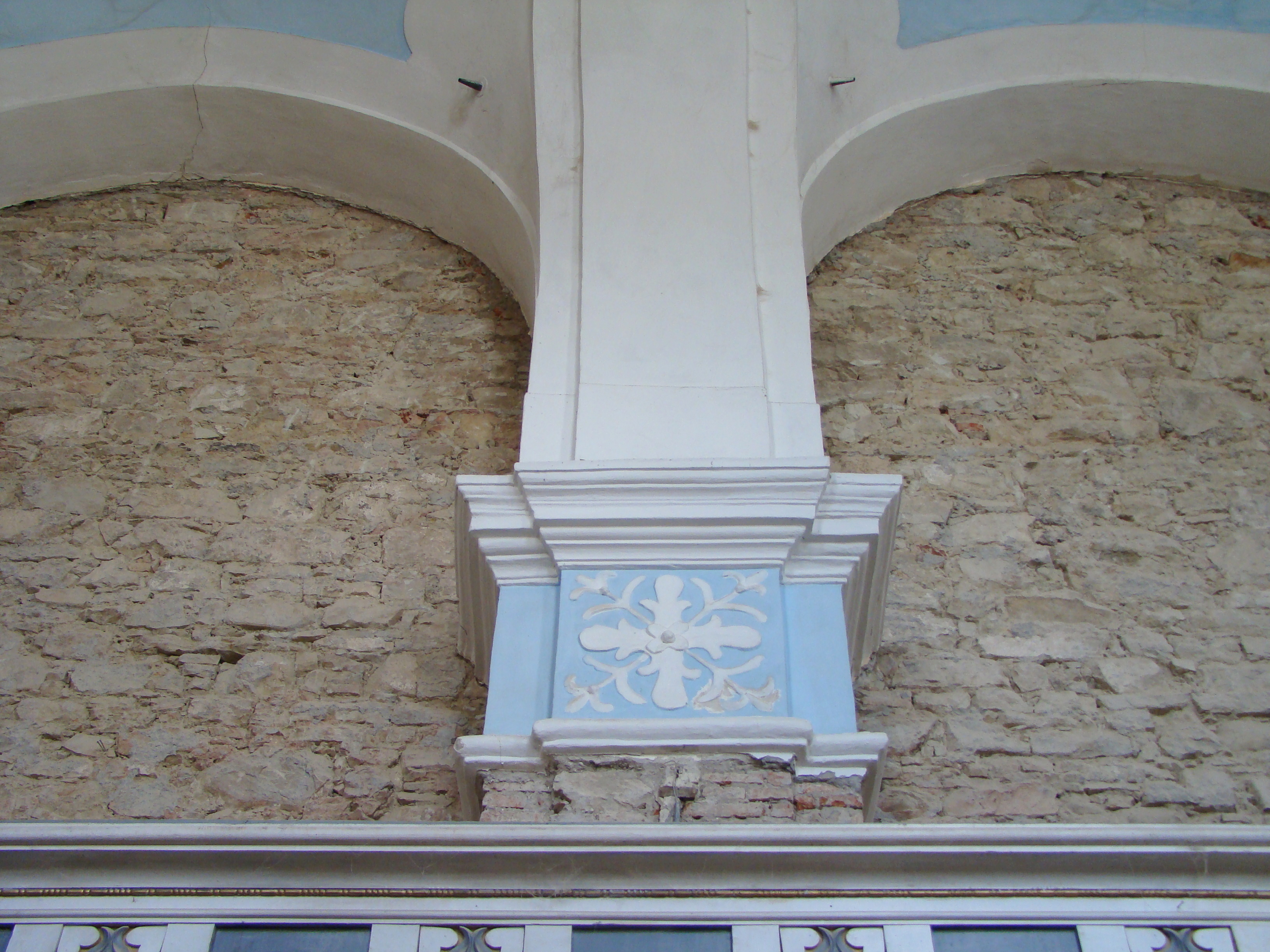
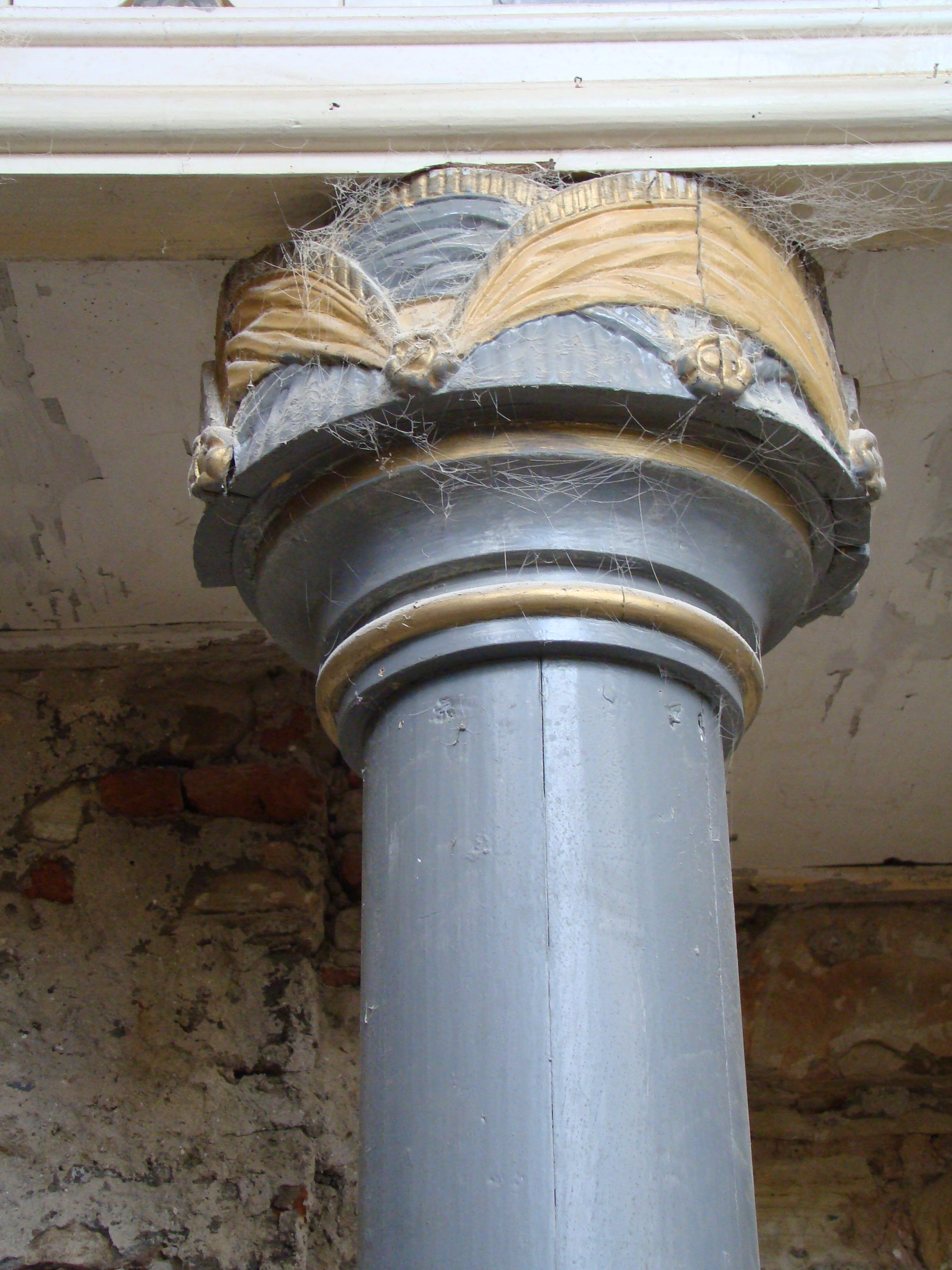
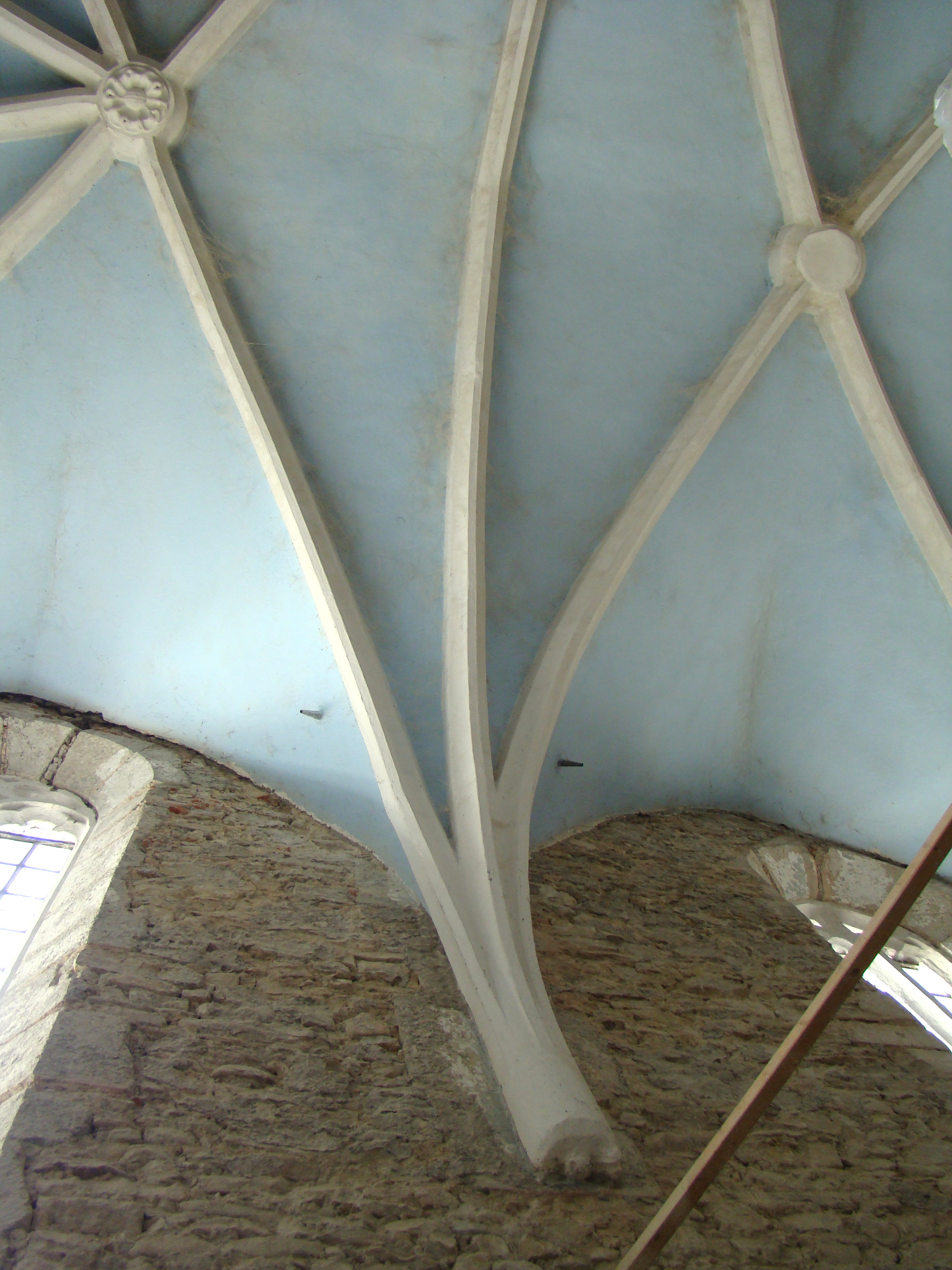
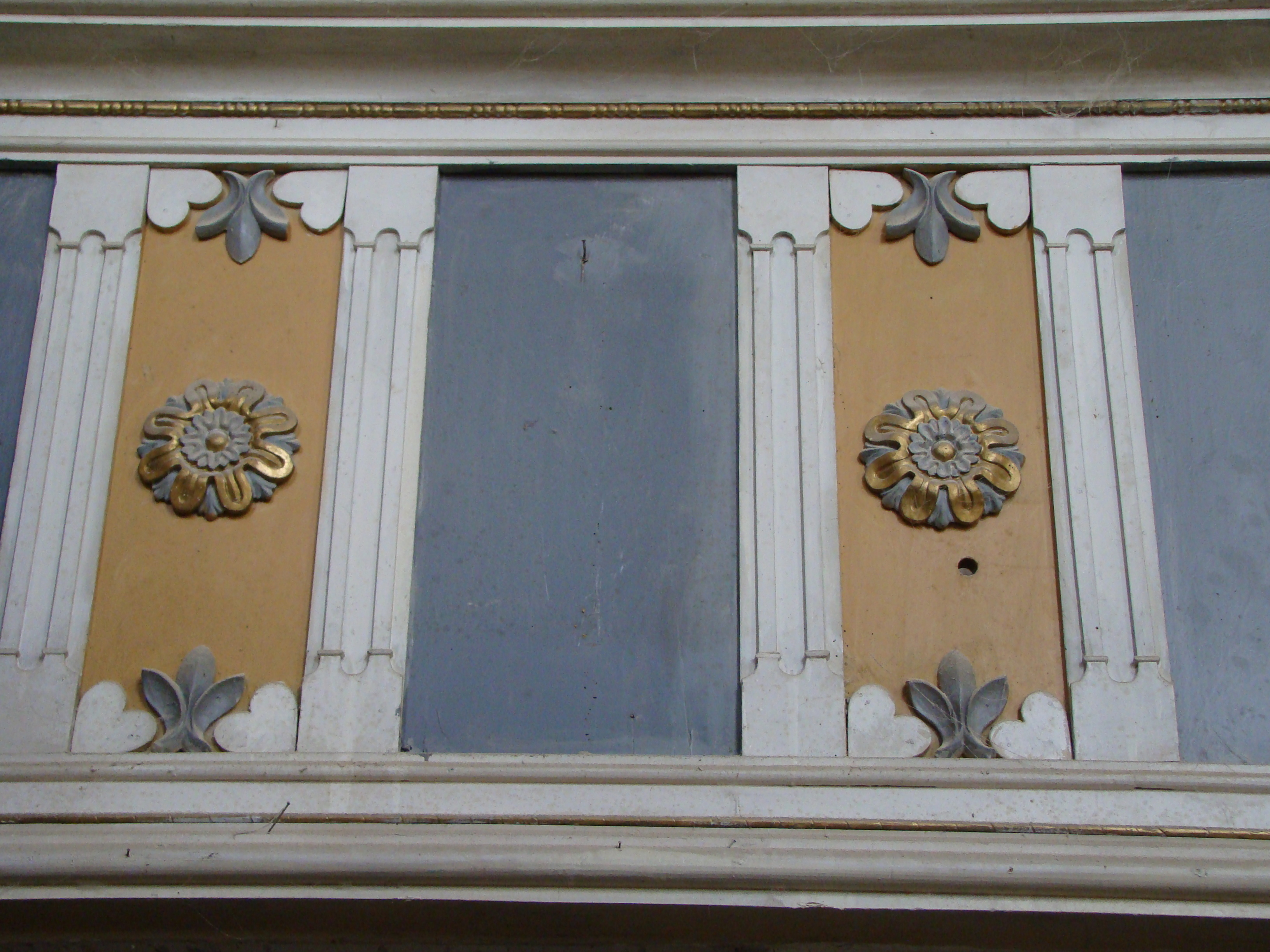
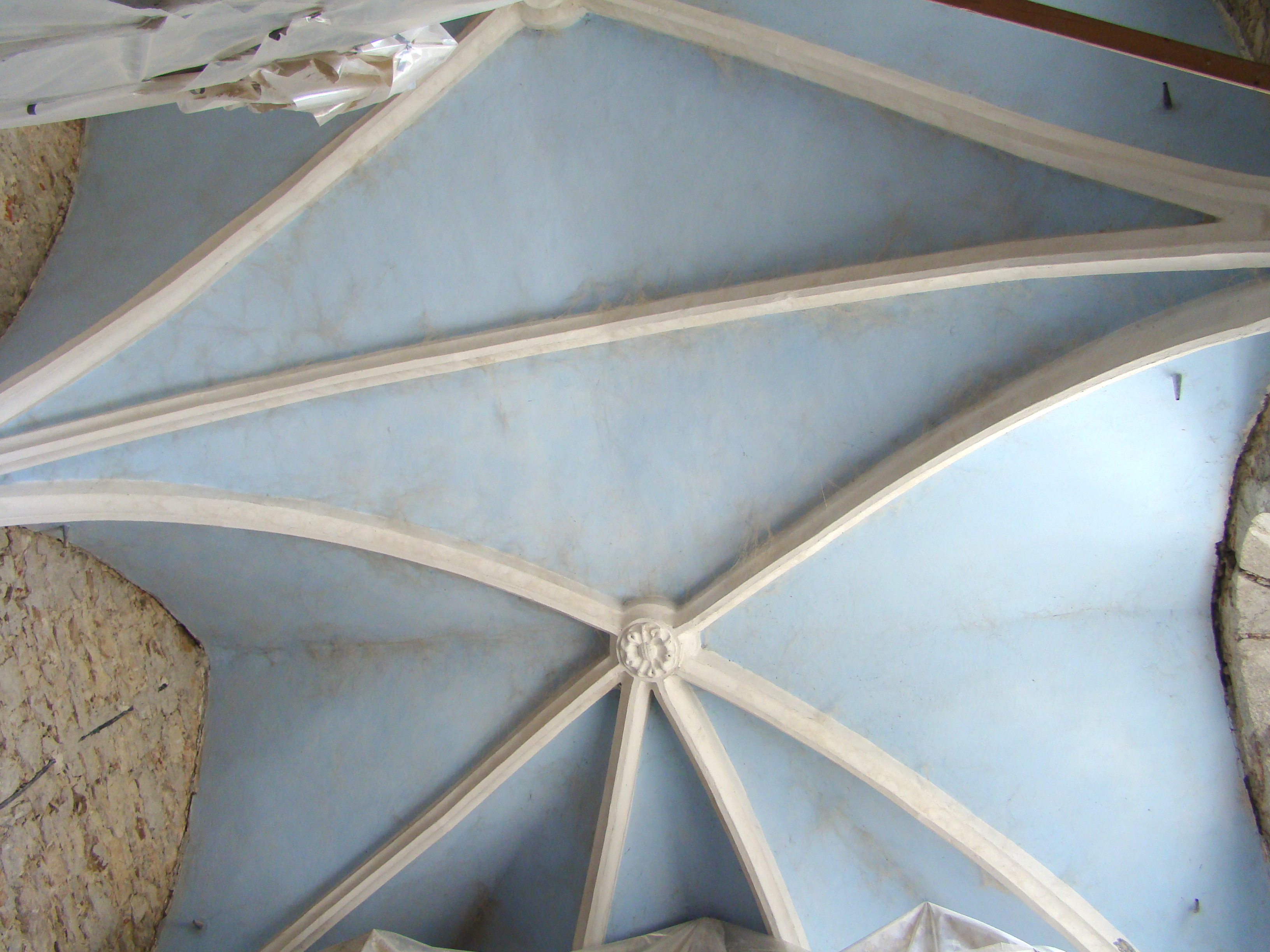
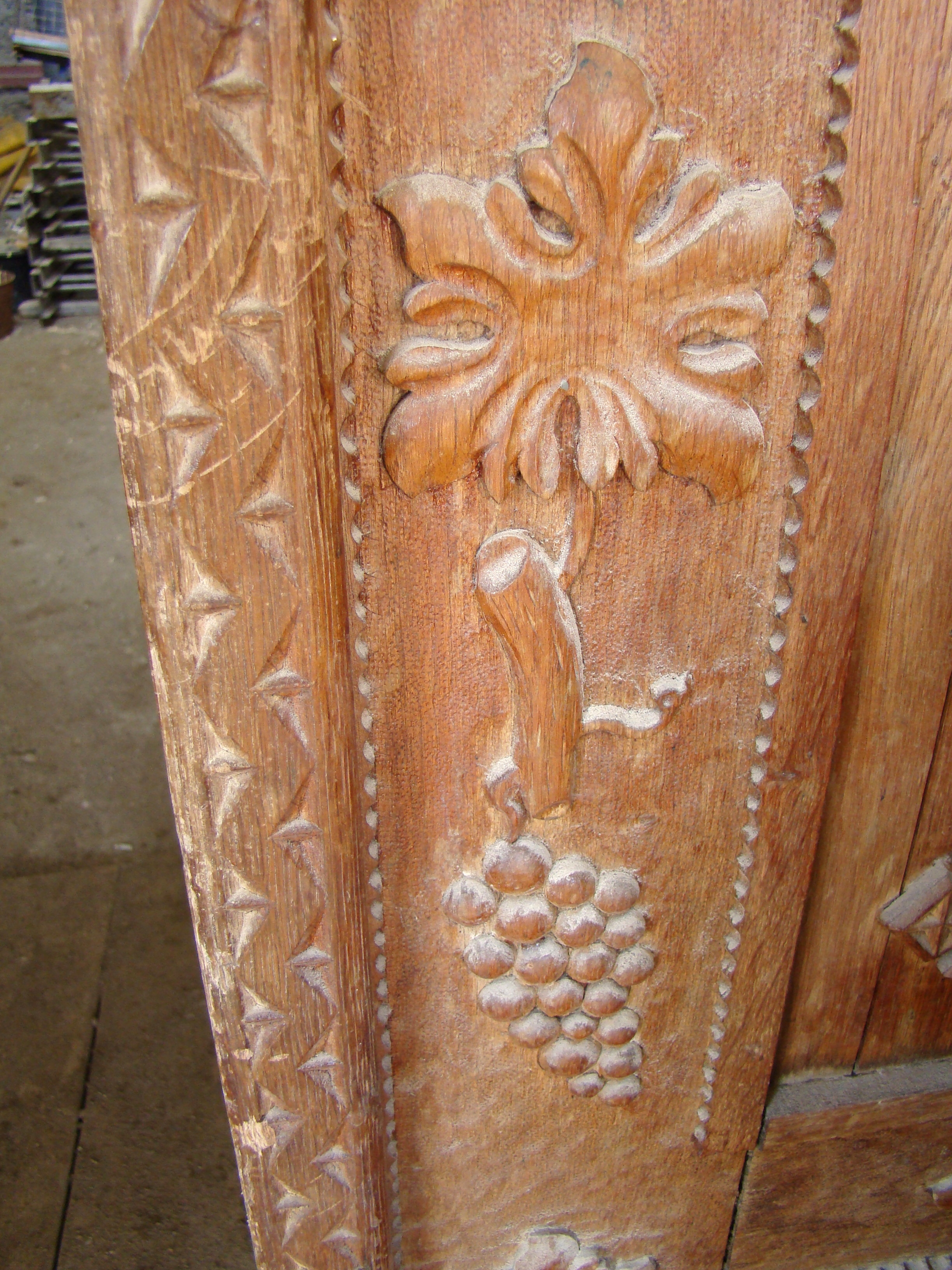
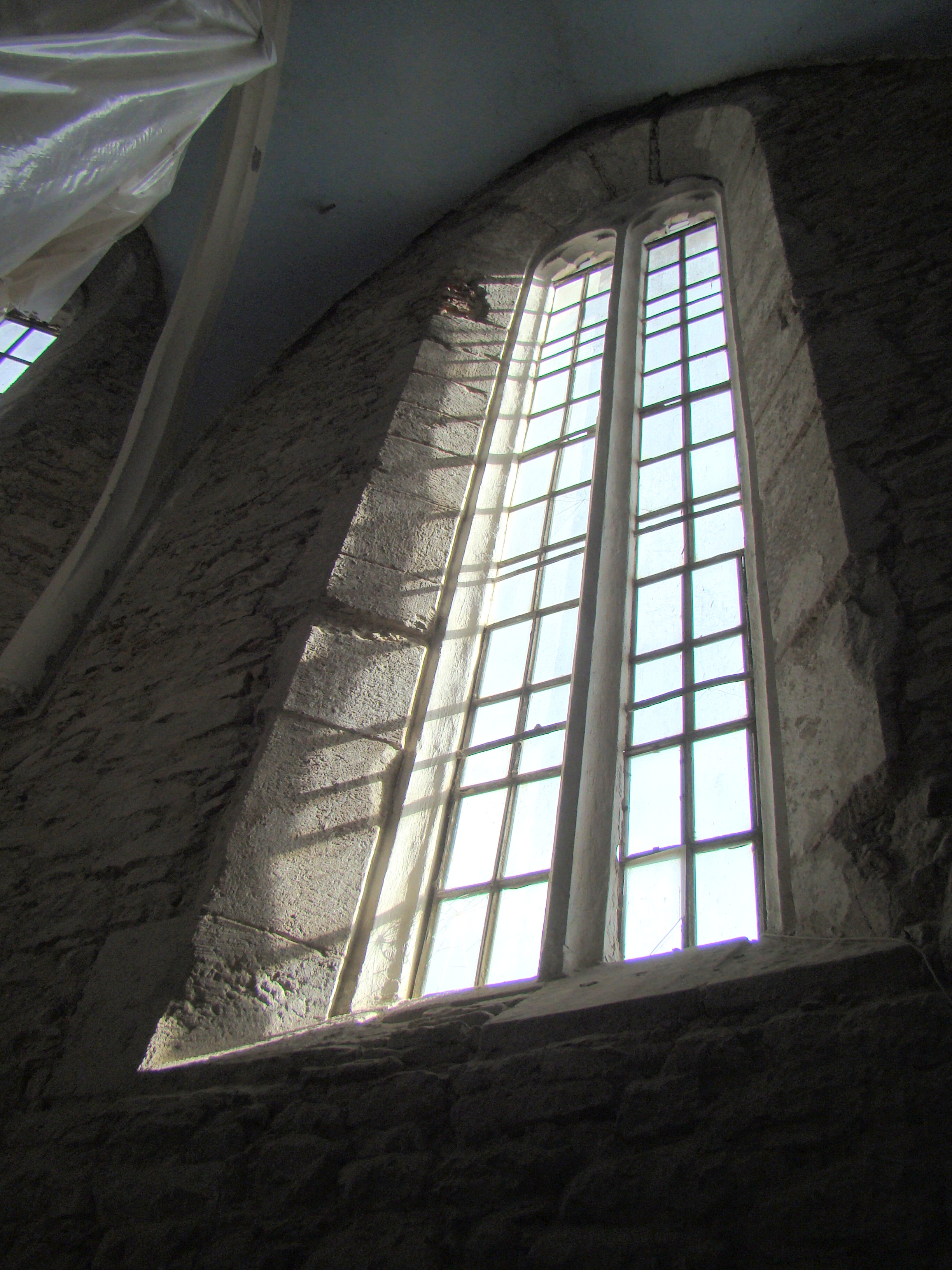
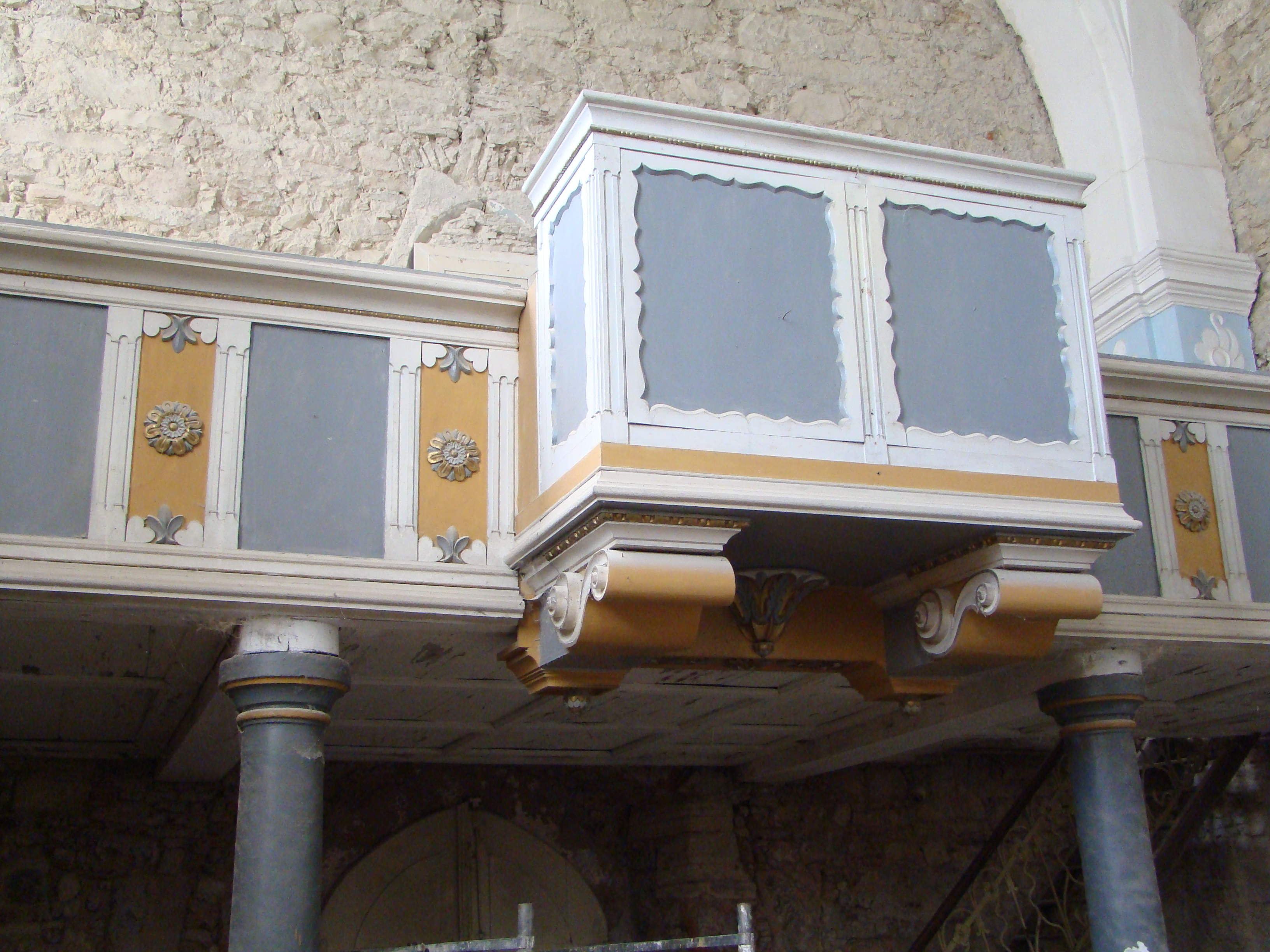
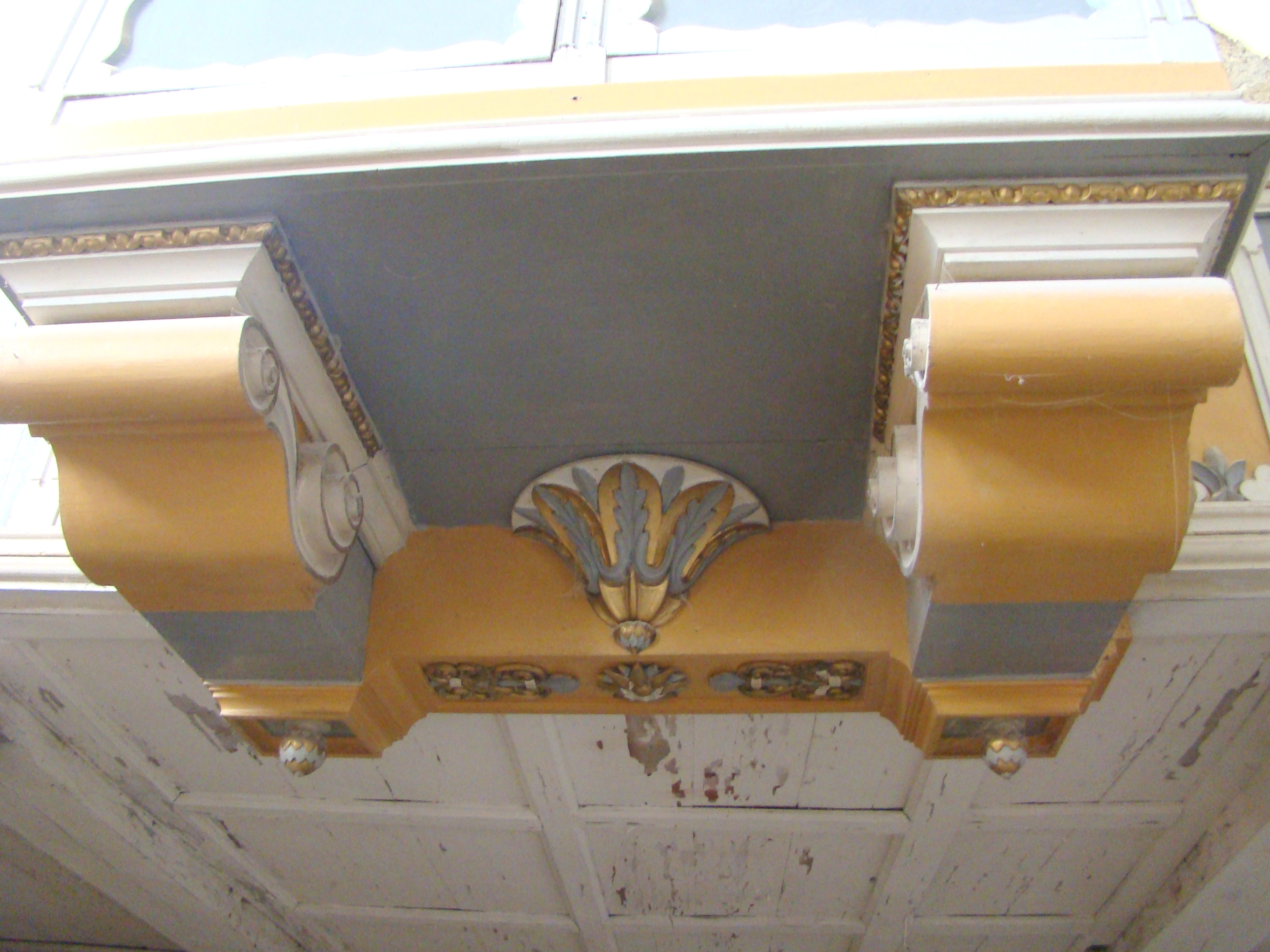
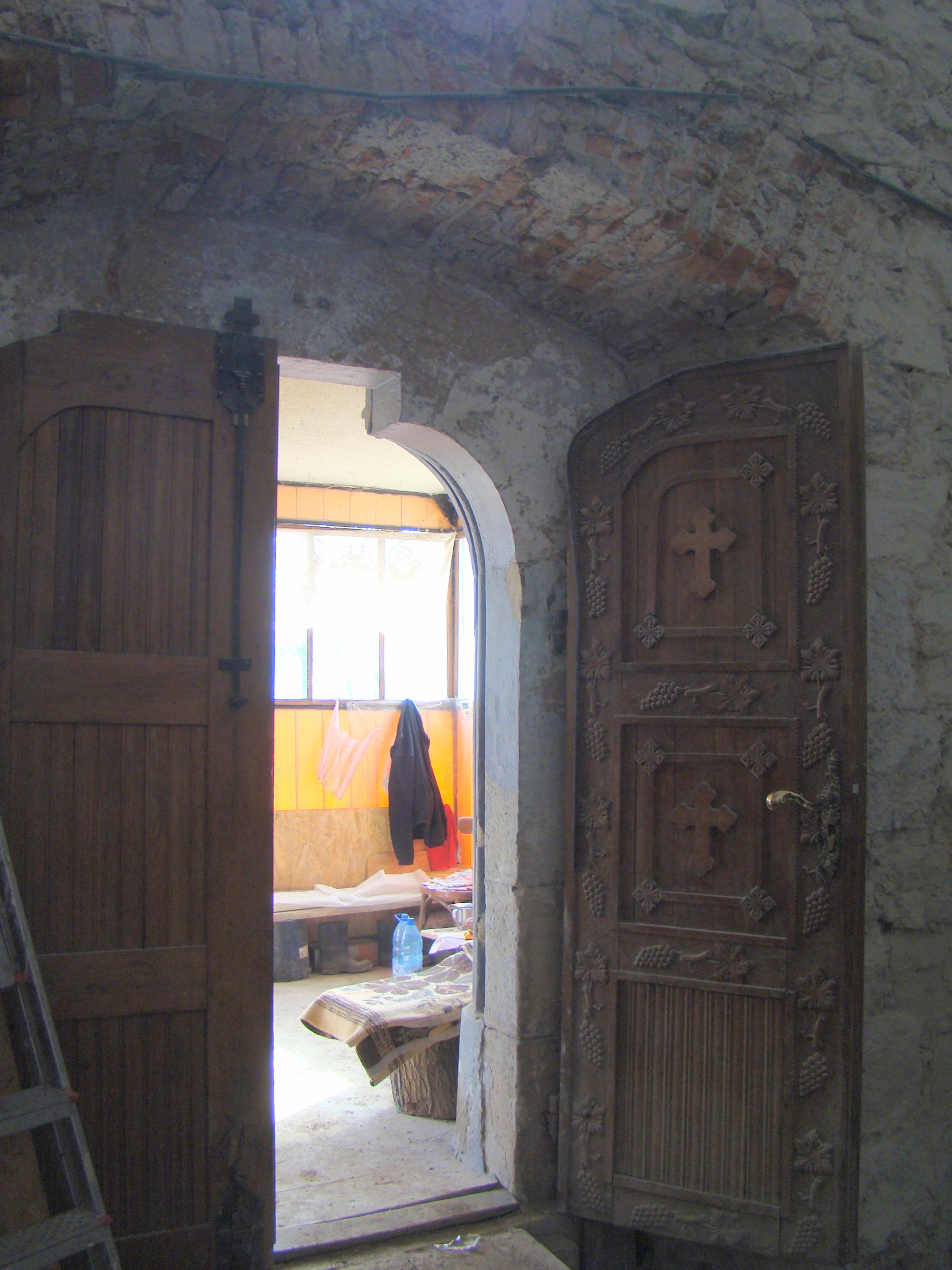